# Panthera leo
El león (Panthera leo) es un mamífero carnívoro de la familia de los félidos y una de las cinco especies del género Panthera. Los leones salvajes viven en poblaciones cada vez más dispersas y fragmentadas del África subsahariana (a excepción de las regiones selváticas de la costa del Atlántico y la cuenca del Congo) y una pequeña zona del noroeste de India (una población en peligro crítico en el parque nacional del Bosque de Gir y alrededores), habiendo desaparecido del resto de Asia del Sur, Asia Occidental, África del Norte y la península balcánica en tiempos históricos. Hasta hace aproximadamente diez mil años, a finales del Pleistoceno, el león era el más extendido de los grandes mamíferos terrestres tras los humanos. Su distribución cubría la mayor parte de África, gran parte de Eurasia, desde el oeste de Europa hasta la India, y en América, desde el río Yukón hasta el sur de México.
Si sobreviven a las dificultades de la infancia, las leonas que viven en un hábitat seguro, como por ejemplo el parque nacional Kruger, a menudo pueden llegar a la edad de doce a catorce años, mientras que los leones raramente viven más de ocho años. Sin embargo, se conocen casos de leonas que han vivido hasta veinte años en estado salvaje. En cautiverio, tanto los machos como las hembras pueden vivir más de veinte años. Suelen vivir en sabanas y herbazales, aun cuando pueden entrar en zonas arbustivas y boscosas. Los leones son animales especialmente sociales en comparación con otros félidos. Una manada de leones se compone de hembras que tienen una relación familiar, sus crías y un número reducido de machos adultos. Las leonas suelen cazar juntas, en grupo, atacando principalmente a grandes ungulados. El león es un superpredador y especie clave, pese a que puede tener un comportamiento carroñero si tiene la oportunidad. Aun cuando los leones normalmente no cazan humanos de manera selectiva, algunos de ellos pueden convertirse en antropófagos y buscar presas humanas.
El león es una especie vulnerable y en su ámbito de distribución africano, a lo largo de las dos últimas décadas ha sufrido un declive de las poblaciones, posiblemente irreversible, de entre un 30 % y un 50 %; las poblaciones no son viables fuera de las reservas delimitadas y los parques nacionales. Aunque la causa de este declive no es del todo comprendida, la pérdida del hábitat y los conflictos con humanos son actualmente los motivos de preocupación más importantes. Se han tenido leones en cautividad desde los tiempos de la Antigua Roma, y desde finales del siglo XVIII han sido una especie muy buscada y exhibida en zoológicos por todo el mundo. Los propios zoológicos están colaborando en programas de reproducción para proteger la amenazada subespecie asiática.
Los machos son muy fáciles de distinguir gracias a su melena, que hace de su cabeza uno de los símbolos animales más ampliamente conocidos de la cultura humana. Aparece muy a menudo en la literatura, la escultura, la pintura, en banderas nacionales, y en películas y literatura contemporáneas.

## Nombre y etimología
El nombre del león, que es similar en muchas lenguas romances, deriva del latín leo, relacionado con el griego antiguo λέων (léōn). La palabra hebrea lavi (לָבִיא) también podría estar relacionada, así como la egipcia antigua rw. El león fue una de las muchas especies descritas originalmente, como Felis leo, por Carlos Linneo en su obra del siglo XVIII Systema naturae. Se supone a menudo que el componente genérico de su nombre científico, Panthera, deriva del griego pan- (‘todo’) y ther (‘bestia’), pero podría tratarse de una etimología popular. Aunque llegó al castellano a través de las lenguas clásicas, panthera es probablemente de origen asiático oriental, con el significado de ‘animal amarillento’ o ‘amarillo blanquecino’.

## Morfología
El león es el segundo félido viviente más grande después del tigre. Con unas extremidades potentes, una fuerte mandíbula y unos dientes caninos de ocho centímetros, el león puede matar grandes presas. Los leones poseen el mayor porcentaje de músculo esquelético (estriado) entre todos los mamíferos, con casi un 59 %, lo cual es 1,31 veces más que el promedio para otras especies de mamíferos.Tienen altas concentraciones de fibras musculares de contracción rápida y acción glicolítica (Tipo IIx).Células de Betz agrandadas en la corteza motora M1 e innervando las fibras musculares, podrían permitir ajustar fibras musculares tipo IIx. La coloración de los leones va desde un color beige claro hasta un marrón amarillento, rojizo u ocre oscuro. Las partes inferiores suelen ser más claras y el pelo del extremo final de la cola es negro. Las crías de león poseen un dibujo manchado que se va perdiendo con la edad, aunque a veces puede apreciarse en las patas y el vientre, sobre todo de las leonas.
Los leones son los únicos félidos que presentan dimorfismo sexual en la etapa adulta. Los machos poseen una densa melena, también denominada guedeja o vedeja, de la que las hembras carecen. El color de la melena va del rubio al negro y suele oscurecerse a medida que el león envejece.

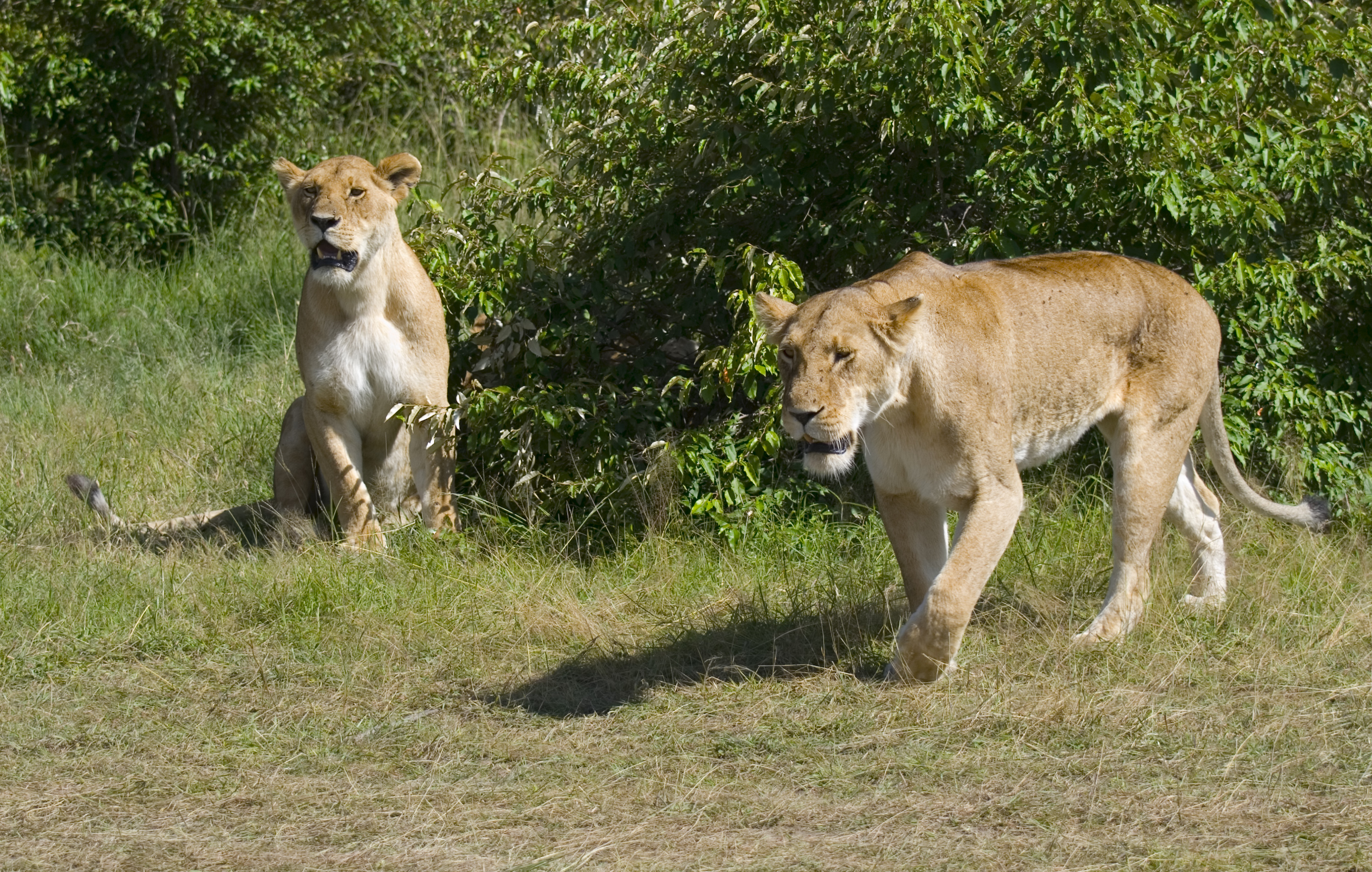
Dos leonas en Masái Mara (Kenia).

El peso natural de los leones adultos varía generalmente entre 180-190 kg en los machos y 120-182 kg en las hembras; los leones tienden a tener un tamaño diferente según el medio ambiente y la zona que habitan, algo que resulta en una gran variedad de pesos registrados. Por ejemplo, los leones del África austral tienden a pesar un 5 % más que los del África oriental en general. La longitud de la cabeza y el cuerpo es de 205 a 334 cm en los machos y 180 a 270 cm en las hembras; la altura al hombro alcanza los 125 cm en los machos y las hembras alcanzan 107 cm. La cola mide de 90 a 105 cm en los machos y 70 a 100 cm en las hembras. El león más largo conocido fue un macho de 3,847 metros (12 pies con 7,5 pulgadas). Otro macho de melena negra capturado por G. Gladney cerca de Mucsso (en el sur de Angola) en octubre de 1973 midió 3,6 metros de largo. Se han reportado leones excesivamente pesados, como uno cazado por Daniel Boone de 411 kg; dos leones muertos en la laguna de Tanganyika que estuvieron matando animales de granja se pesaron en 313 y 363 kg. Un león que fue capturado en el medio salvaje y criado en cautividad se pesó en 395 kg; también hubo un caso en el que un león fue abatido y documentado en 340 kg por Charles Pitman en su libro llamado The African Game wardens. Aunque el león más grande documentado y aceptado por la ciencia fue un macho de 313 kg, muerto por Lennox Anderson en 1936 en Hectorspruit al este de Transvaal, otros leones en esta misma área (este de Transvaal) han alcanzado grandes pesos cercanos a los 250 kg sin contenido estomacal (que puede representar el 20 % del peso del animal). También en esta área se encontró el cráneo más grande registrado para cualquier león o félido moderno en el mundo, con 46,68 cm de largo. Sin embargo, el peso promedio de los leones que habitan en el sur de África, en lugares como el parque nacional Kruger, Zimbabue o el Kalahari, se ubica en unos 187,5 a 193,3 kg para los machos y unos 124,2 a 139,8 kg para las hembras. En África oriental el peso promedio de los leones macho que habitan en el Serengueti es de 182 kg y aquellos del área de conservación del Ngorongoro es de 212 kg. Los leones en cautividad suelen ser mayores que los salvajes —el mayor león jamás documentado es un macho en un zoológico que pesó 454 kg—.
Tanto en los machos como en las hembras, el final de la cola tiene una mata de pelos a modo de brocha. En algunos leones, la mata oculta una «espina» o «espuela» de unos 5 mm de largo, formada por la fusión de las secciones finales del hueso de la cola. El león es el único félido que tiene una cola con una mata de pelos —se desconoce la función de la mata y la espuela—. La mata está ausente en el momento del nacimiento, pero se desarrolla a partir de los 165 días de vida y ya es fácilmente observable a los 7 meses.

### Melena

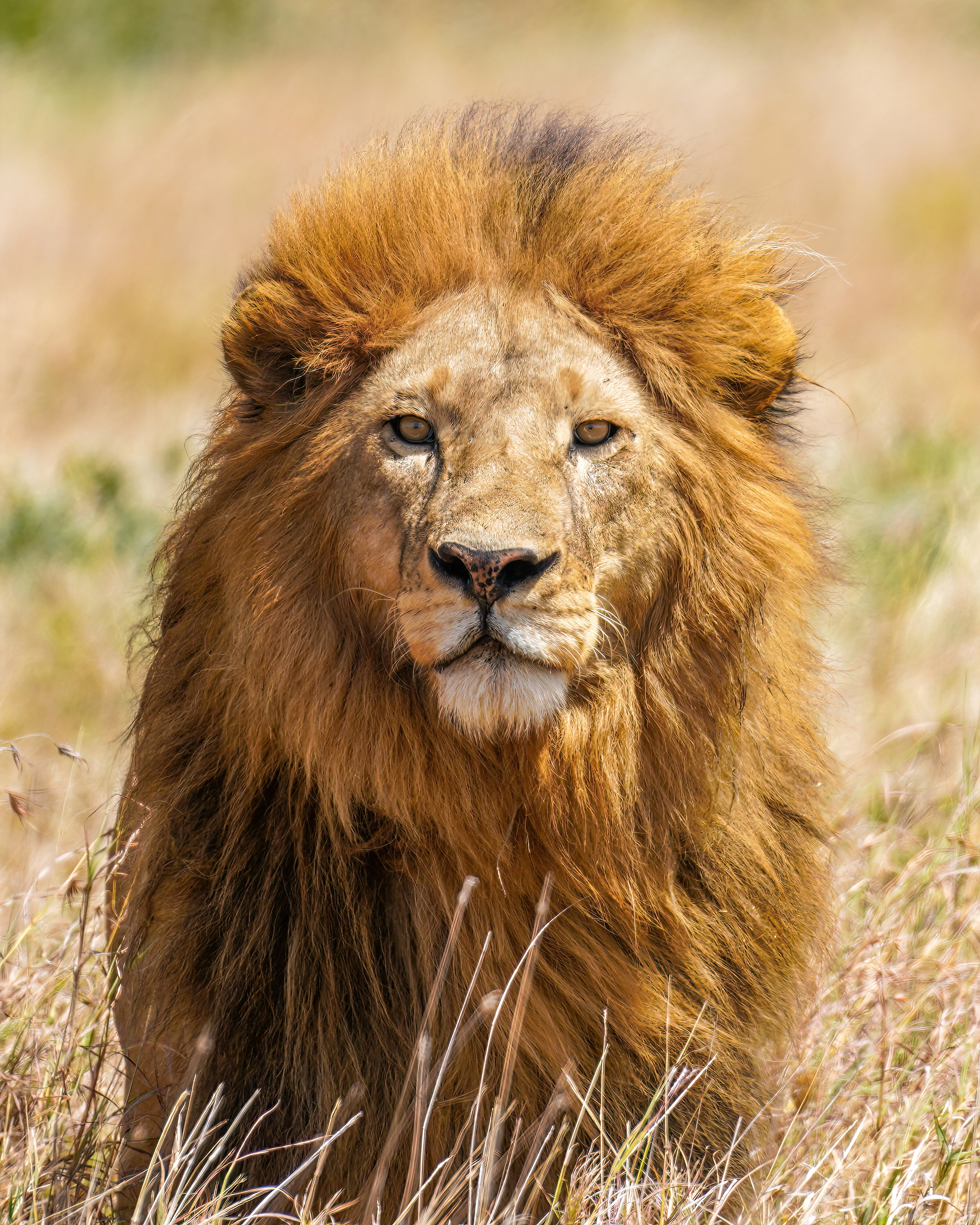
Durante los combates, la melena del león hace que parezca más grande que lo que realmente es.

La melena del león macho, única entre los félidos, es uno de los rasgos más característicos de la especie. Hace que el león parezca más grande, causando una excelente intimidación, lo que ayuda al león en los combates contra otros leones y contra la principal especie competidora de los leones en África, la hiena manchada. La presencia, ausencia, color y tamaño de la melena están asociadas con las condiciones genéticas, la madurez sexual, el clima y la producción de testosterona (los leones castrados tienen melenas mínimas); como regla general, cuanto más oscura y densa sea la melena, más sano es el león. Investigaciones en Tanzania también sugieren que la longitud de la melena indica éxito en los combates entre machos emparentados. Los ejemplares con una melena más oscura pueden tener una vida reproductiva más larga y una mayor proporción de supervivencia de las crías, aunque sufren en los meses más calurosos del año. En los grupos dominados por una coalición de dos o tres machos, es posible que las leonas tiendan a querer aparearse más con los leones que tienen una melena más densa.
 

Un estudio de la temperatura interna del cuerpo no encontró un aumento significativo de temperatura en los leones independientemente del sexo, estación del año, momento de alimentación, longitud y color de la melena. Sólo la temperatura de la superficie del cuerpo se ve afectada.

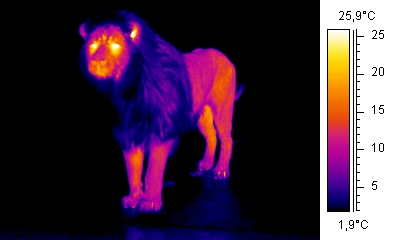
Imagen termográfica de un león, mostrando el efecto aislante de la melena.

Se han encontrado mutaciones en genes potencialmente responsables del color de las melenas (MITF y TYR), gracias al estudio del genoma de los leones del zoológico de Addis Ababa, criados en cautiverio durante dieciocho generaciones desde 1948, y cuyos machos se distinguen por la melena oscura que se extiende hasta el abdomen (Como en el león de Atlas y el león del Cabo).
Antiguamente, los científicos creían que el estatus distinto de algunas subespecies se podía justificar por la morfología, incluyendo el tamaño de la melena, por ejemplo para identificar subespecies como el león del Atlas o el león del Cabo. No obstante, las investigaciones han demostrado que los factores ambientales influyen en el color y el tamaño de la melena del león, como actualmente sucede con la temperatura ambiental. La temperatura ambiental más fresca de los zoos europeos y norteamericanos, por ejemplo, puede dar lugar a una melena más densa. Así pues, la melena no es un marcador adecuado para identificar subespecies. No obstante, los machos de la subespecie asiática se caracterizan por tener melenas menos densas que el promedio de las de los leones africanos.
Se han observado leones macho sin melena en Senegal y en el parque nacional de Tsavo East de Kenia, así como el león macho blanco, originario de Timbavati, que también carecía de melena. En ocasiones se ha observado la falta de melena en poblaciones consanguíneas de leones, algo que también causa una pobre fertilidad.

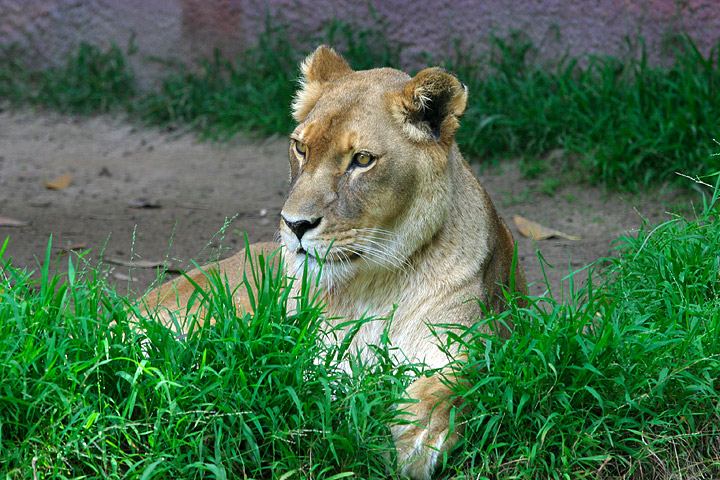
Leona con la especie de collar que a veces hace que se las identifique como machos.

Muchas leonas tienen una especie de collar que puede ser aparente en ciertas posturas, lo cual ha llevado a que algunas veces, en esculturas y dibujos, especialmente en el arte antiguo, el collar de las leonas sea malinterpretado como la melena del macho. Sin embargo, se diferencia de la melena en que se encuentra a la altura de la mandíbula (bajo las orejas), en que los pelos son mucho más cortos, y a menudo no es perceptible, mientras que la melena se extiende por encima de las orejas, a menudo cubriéndolas completamente.

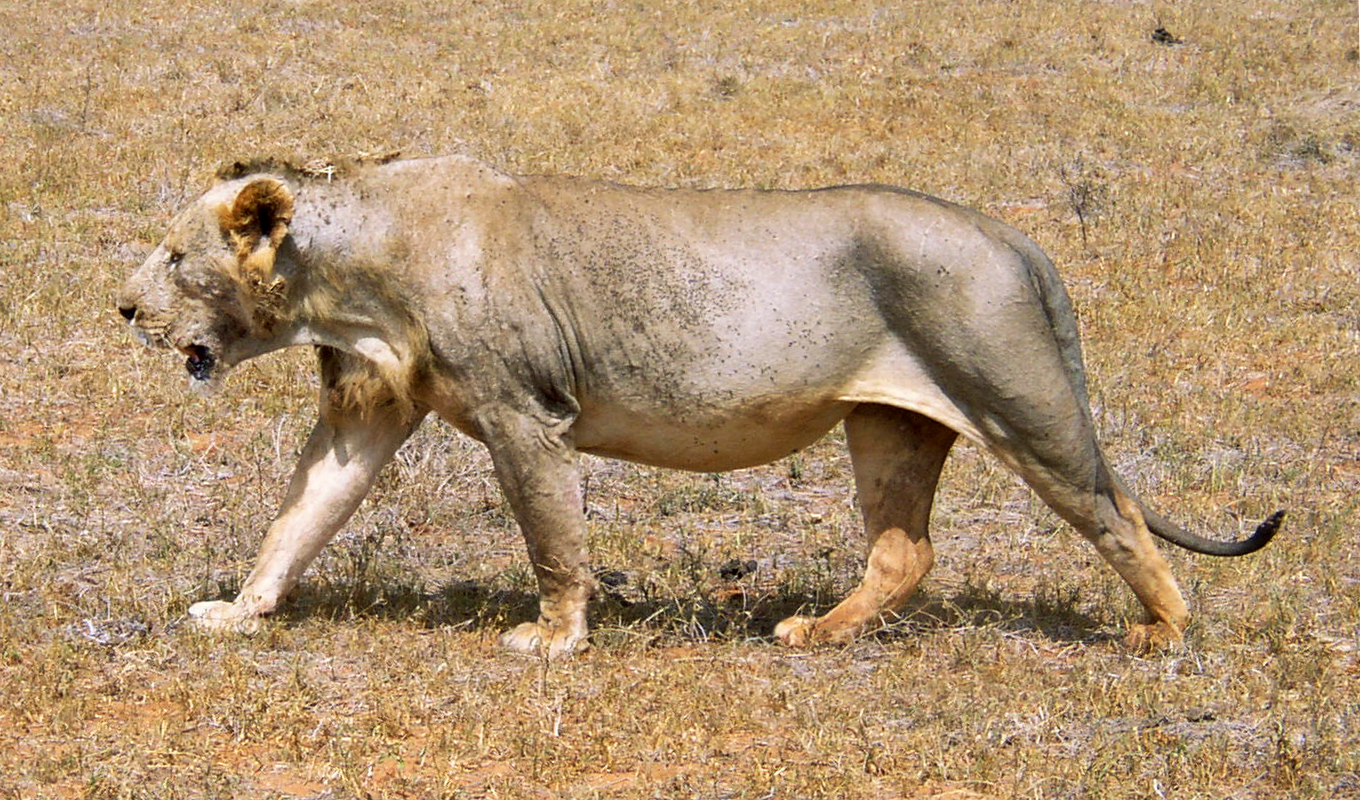
Un león macho sin melena y con poco pelo corporal en el parque nacional de Tsavo East.

Se han observado hembras que poseen melena muy parecida a la de los machos e incluso hembras intentando copular con otras hembras. Este fenómeno parece deberse a altos contenidos de testosterona en estos animales.
Las pinturas rupestres de los extinguidos leones de las cavernas de Europa muestran únicamente leones sin melena, o con una simple traza, algo que sugiere que carecían de melena. Quizás, los protagonistas de las pinturas son probablemente hembras que cazan (ya que son representadas en escenas de caza), de manera que estas imágenes no permiten llegar a una conclusión fiable sobre si los machos tenían melena. Las ilustraciones sugieren que este león utilizaba la misma organización social y estrategias de caza que los leones actuales.

### Leones blancos

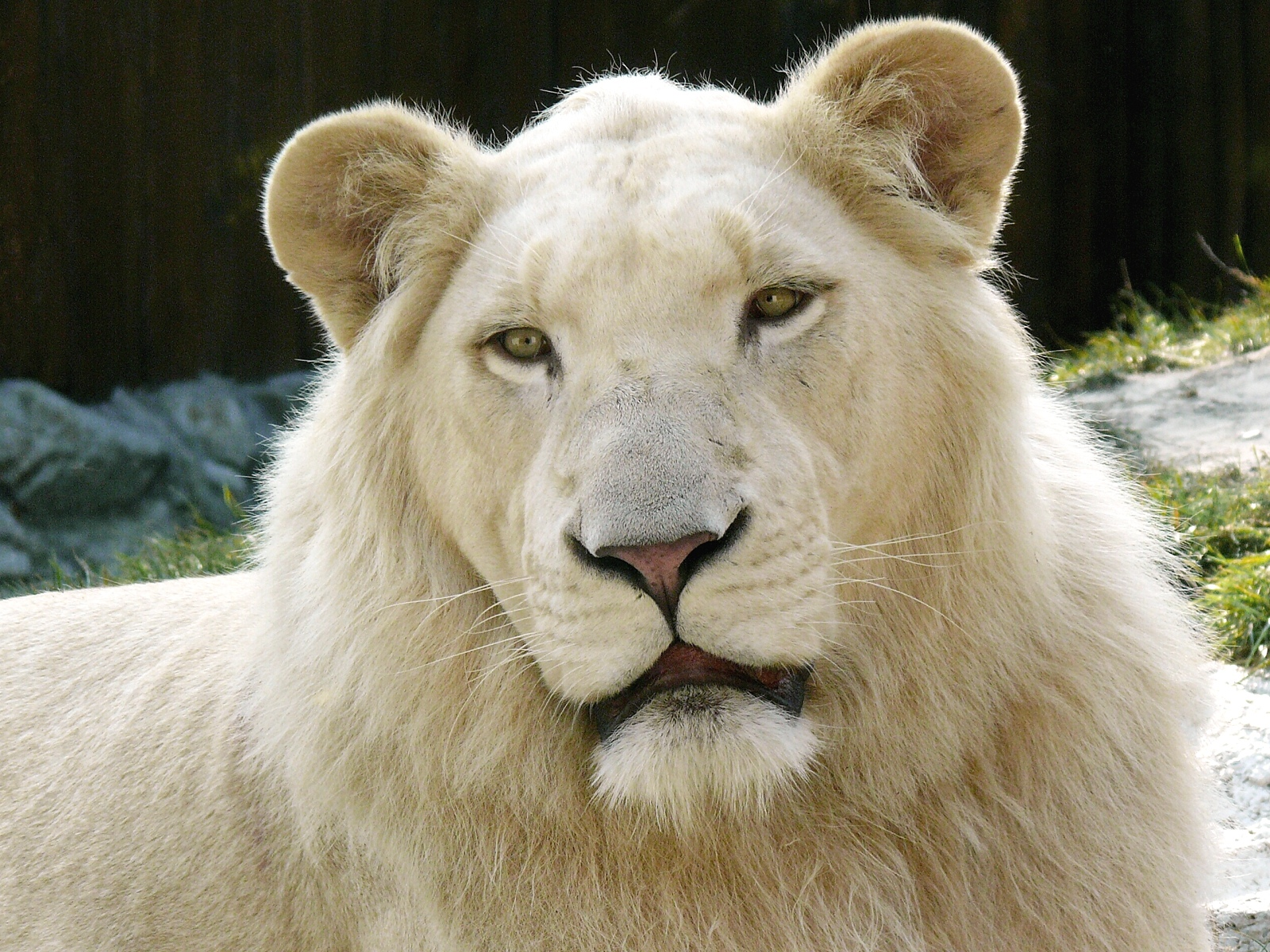
Los leones blancos deben su coloración a un gen recesivo. Son formas raras de la subespecie Panthera leo krugeri.

El león blanco no es una subespecie distinta, sino una variedad de color leucística, que provoca una coloración de la piel más pálida, parecida a la de los tigres blancos; este fenómeno es el inverso al melanismo, que causa la coloración de las panteras negras. En alguna ocasión se han encontrado ejemplares blancos de león de Transvaal (Panthera leo krugeri) dentro y cerca del parque nacional Kruger y del adyacente Timbavati Private Game Reserve, en el este de Sudáfrica, pero son más fáciles de encontrar en cautividad, ya que los criadores los seleccionan expresamente. El inusual color crema de su pelaje se debe a un gen recesivo. Supuestamente, se han criado en campamentos de Sudáfrica para utilizarlos como trofeos de cacerías.
La confirmación de la existencia de leones blancos llegó a finales del siglo XX. Durante siglos se había creído que la existencia del león blanco no era más que una leyenda que circulaba por Sudáfrica, donde se decía que el pelaje blanco del animal representa la bondad presente en todos los animales. Las primeras observaciones se produjeron al principio de la década de 1900 y continuaron, siendo infrecuentes, durante casi cincuenta años, hasta que en 1975 se descubrió una camada de crías de león blanco en la Timbavati Game Reserve.

## Biología y comportamiento

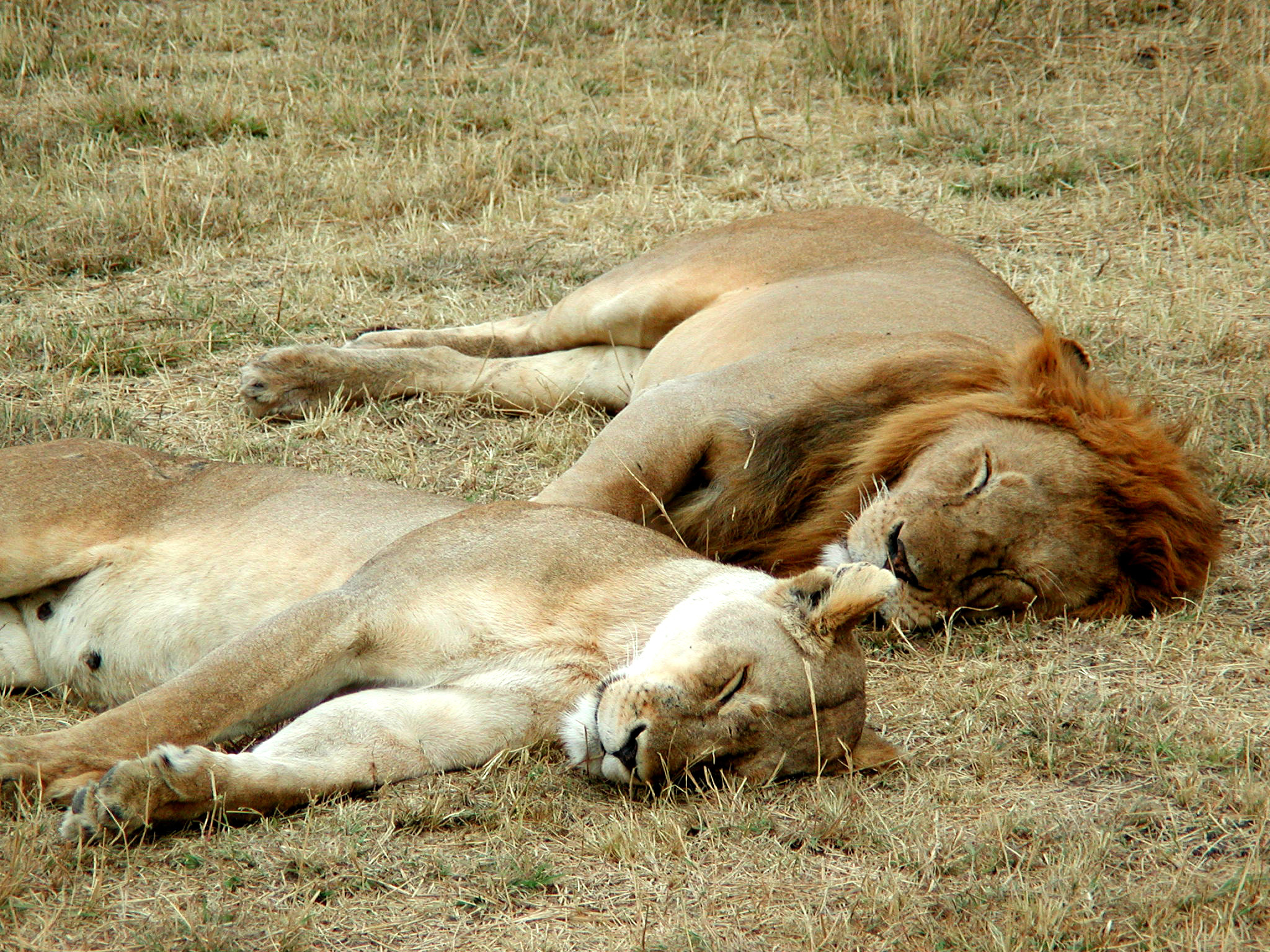
Pareja descansando.

El león pasa gran parte del tiempo descansando y está inactivo durante unas veinte horas al día. Aunque puede ser activo a cualquier hora, su actividad suele tener su punto álgido en el ocaso, con un periodo de socialización, lamida y defecación. Se producen periodos intermitentes de actividad durante las horas nocturnas hasta el amanecer, que es cuando el león caza con más frecuencia. Pasa una media de cincuenta minutos al día comiendo y de dos horas caminando. La distancia recorrida se ha estimado en un promedio de cuatro kilómetros al día, rara vez menos de dos o más de seis kilómetros. En este aspecto no parecen existir diferencias importantes entre el macho y la hembra.

### Organización de los grupos

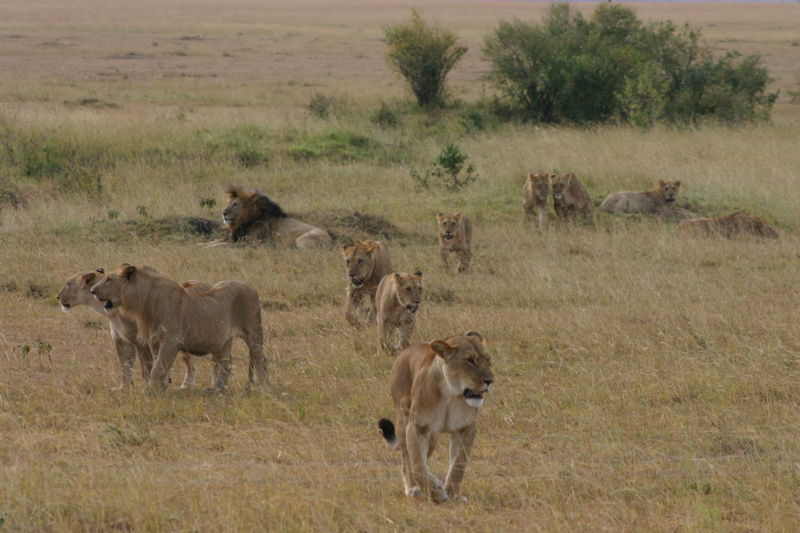
Un grupo en movimiento cerca de Governors Camp, en el Masái Mara (Kenia).

Los leones son predadores carnívoros con dos tipos de organización social. Algunos son residentes que viven en grupos llamados manadas. El grupo suele consistir en aproximadamente cinco o seis hembras emparentadas, sus crías de ambos sexos y uno o dos machos conocidos como la «coalición», que se aparean con las hembras adultas (aunque se han observado grupos extremadamente grandes de hasta treinta individuos). La coalición de machos de un grupo suele consistir en dos machos, pero puede aumentar hasta cuatro y después volver a bajar. Los machos son expulsados de su grupo materno cuando alcanzan la madurez.
El otro tipo de organización social es el de los «nómadas», que se mueven por grandes territorios bien solos o bien en parejas. Las parejas son más frecuentes entre machos emparentados. Hay que remarcar que un león puede cambiar de estilo de vida; los nómadas se pueden convertir en residentes y viceversa. Los machos tienen que pasar por este estilo de vida y algunos nunca son capaces de unirse a otro grupo. Una hembra que se convierte en nómada tiene muchas más dificultades a la hora de unirse a un nuevo grupo, ya que las hembras de un grupo están emparentadas y rechazan la mayoría de los intentos de otras hembras no emparentadas de unirse a su grupo familiar.
La zona que ocupa una manada recibe el nombre de «área de la manada», mientras que la que ocupa un nómada es denominada «territorio». Los machos asociados a una manada tienden a permanecer en los límites del área, patrullando su territorio. Se debate mucho por qué la sociabilidad (la más marcada en todas las especies de félidos) se ha desarrollado en las leonas. Un mayor éxito en la caza parece un motivo evidente, pero este hecho no es el único, ya que también hace que los miembros que no cazan y que se dedican al cuidado de la prole reduzcan la ingesta de calorías per cápita. La salud de las cazadoras es la necesidad principal para la supervivencia de la manada, por lo que son las primeras en devorar la presa en el mismo lugar donde ha sido cazada. Otros beneficios incluyen la posible selección de parentesco (es mejor compartir alimentos con un león emparentado que con un extraño), la protección de las crías, el mantenimiento del territorio y una seguridad mutua en caso de lesiones y hambre.

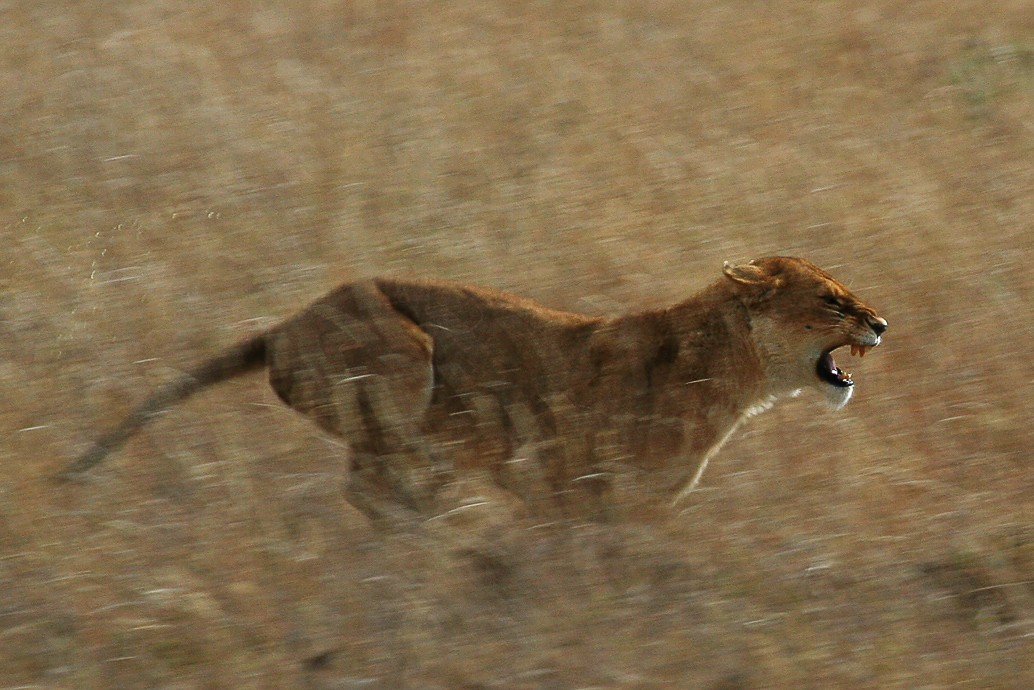
Una leona esprinta durante la caza en el parque nacional Serengueti.

Las leonas realizan la mayor parte de la caza de su manada, siendo más pequeñas, veloces y ágiles que los machos, además de no poseer la voluminosa y visible melena, que causa un exceso de calor durante los esfuerzos físicos. Actúan como un grupo coordinado para aumentar el éxito de sus cacerías. Sin embargo, los machos tienen una tendencia a dominar la caza una vez que las leonas han atrapado la presa (de hecho, suelen compartir más la caza con los cachorros que con las leonas) y raramente comparten aquello que han cazado ellos mismos. Las presas más pequeñas son consumidas en el lugar donde se las ha cazado, de forma que son compartidas entre los cazadores; cuando la presa es más grande, a menudo se la arrastra al territorio de la manada. Se comparten más a menudo las presas grandes, pese a que los miembros de la manada con frecuencia continúan actuando de manera agresiva entre ellos, intentando comer tanto como puedan.
Tanto los machos como las hembras defienden la manada de los intrusos. Algunos leones a menudo encabezan la defensa contra los intrusos, mientras que otros se quedan atrás, proporcionando otros servicios al grupo. Una hipótesis alternativa es que existe alguna clase de recompensa asociada al hecho de ser el líder que expulsa a los intrusos. El macho o los machos con frecuencia defienden el grupo de machos ajenos que intenten apropiarse de la manada. Las hembras forman una unidad social estable y no toleran hembras ajenas; la composición femenina de un grupo solamente cambia con el nacimiento o la muerte de las leonas, aun cuando algunas hembras dejan la manada y pasan a ser nómadas. En cambio, los machos subadultos abandonan la manada en cuanto alcanzan la madurez, a la edad de unos 2-3 años.

### Caza y dieta

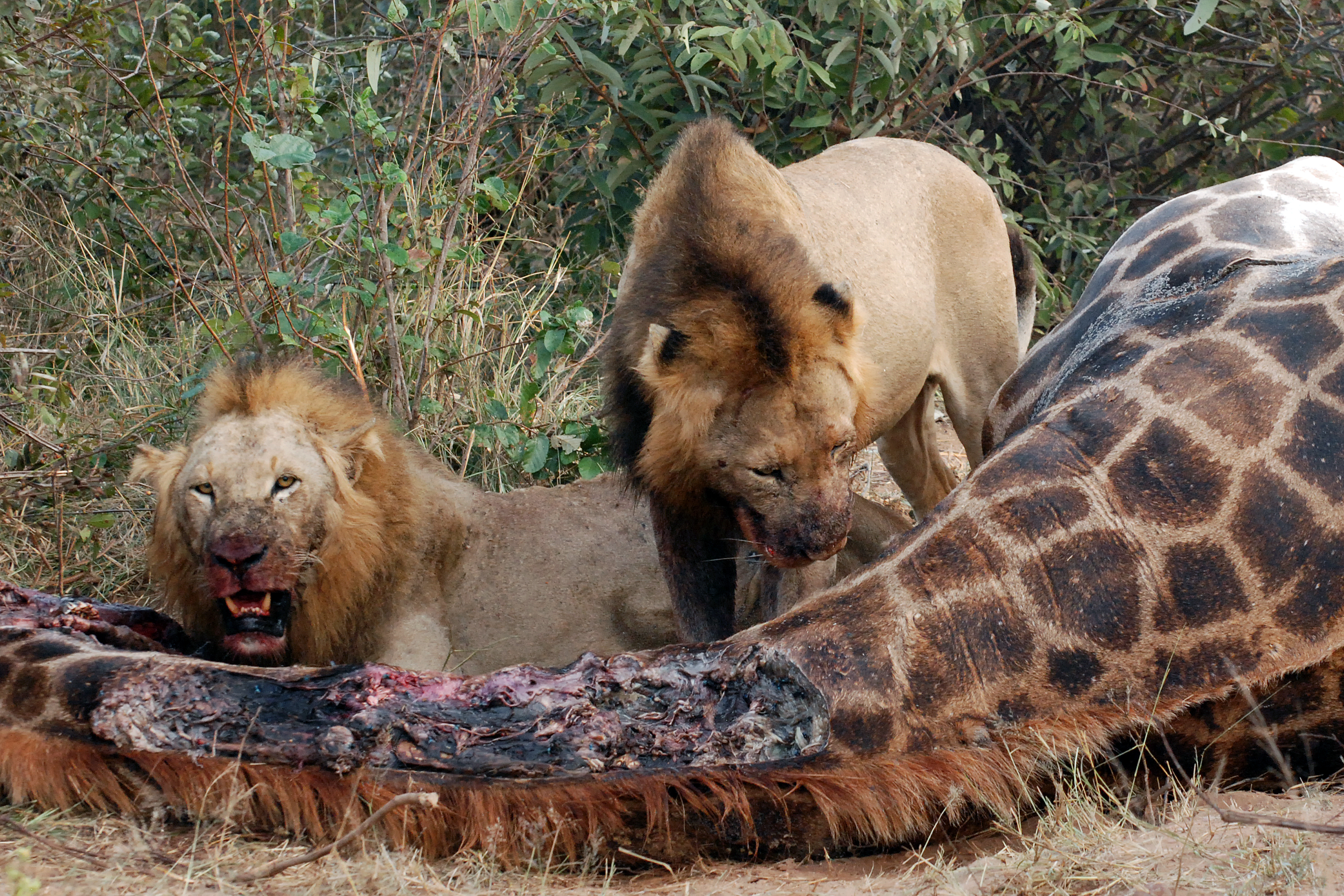
Dos leones machos devorando una jirafa.

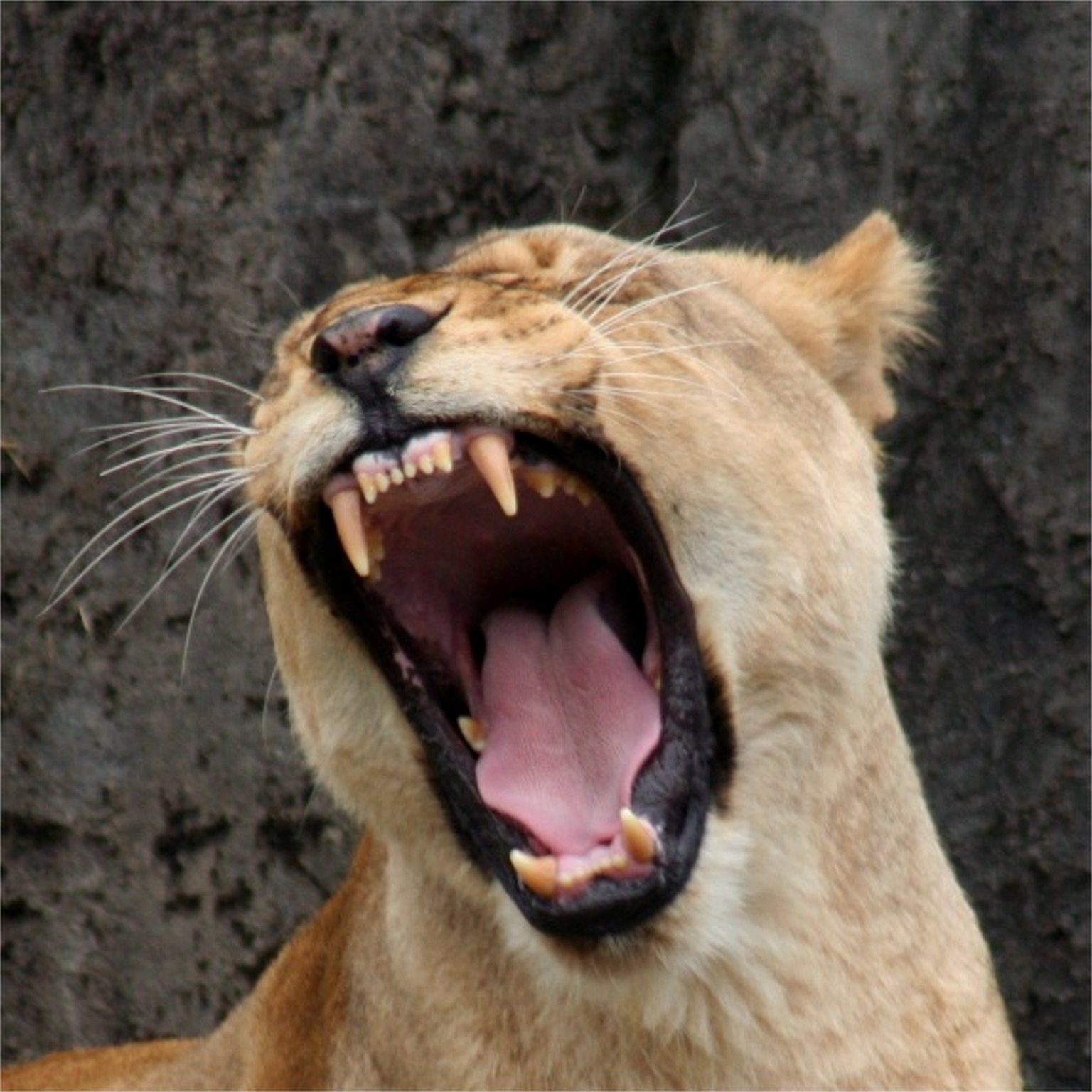
Pese a que una leona como esta tiene una dentadura muy afilada, con frecuencia mata a sus presas estrangulándolas.

Los leones son animales poderosos que suelen cazar en grupos coordinados y sitian la presa elegida. Sin embargo, no tienen una resistencia particularmente elevada —por ejemplo, el corazón de una leona solo representa el 0,57 % de su peso corporal, y el de un macho el 0,46 %—, mientras que el corazón de una hiena representa el 0,95 % de su peso corporal. Así pues, a pesar de que las hembras pueden alcanzar una velocidad punta de unos 59 km/h, solo lo pueden hacer en rápidos, pero cortos arranques de velocidad, de forma que han de estar cerca de la presa antes de iniciar el ataque. Aprovechan factores que reducen la visibilidad; la mayoría de las presas son cazadas cerca de algún lugar que oculte a las leonas, o durante la noche. Acechan a la víctima sin ser detectadas, hasta que se encuentran a una distancia de aproximadamente 30 metros o incluso menos. En las cacerías de leones, la aceleración inicial parece ser más importante que la velocidad de desplazamiento constante; un león tiene una aceleración al inicio de la persecución de 9.5 m/s², comparado a una cebra de Burchell, un ñu azul y una gacela de Thomson, los cuales tienen una aceleración inicial de 5 m/s², 5.6 m/s², y 4.5 m/s² respectivamente, aunque el león inició la persecución y estaba preparado para salir, a diferencia de sus presas. Generalmente, varias leonas trabajan en equipo y rodean a las posibles presas desde diferentes puntos. Una vez han rodeado al grupo, suelen atacar a la presa más débil. El ataque es corto y poderoso, intentando atrapar a la víctima con una aceleración rápida y un salto final. La presa suele morir por estrangulación, o por asfixia, en la que el león tapa la boca y la nariz de su presa, aunque las presas más pequeñas pueden matarlas con un simple golpe dado con las patas.La fuerza de mordida máxima de una leona (110—120 Kg) ha sido medida en 1593.8 Newtons en los incicivos, y ha sido estimada en 1482.8–1768 Newtons en los caninos y 4167.6 Newtons en los carnasiales.
Las presas de los leones son principalmente mamíferos grandes, con una preferencia por ñus, impalas, cebras, búfalos y facóqueros en África, y nilgós, jabalíes y diversas especies de ciervos en la India. Los leones también cazan muchas otras especies según la disponibilidad, algo que atañe principalmente a los ungulados con un peso de entre 50 y 300 kilogramos, como kudus, alcelafos, órices de El Cabo y elands. En ocasiones cazan especies relativamente pequeñas como la gacela de Thomson o la gacela saltarina. Los leones que viven cerca de la costa de Namibia se alimentan en gran medida de focas. Los leones que cazan en grupo son capaces de abatir a la mayoría de animales, incluso a adultos sanos, pero raramente atacan a presas muy grandes como jirafas adultas, ya que corren el riesgo de herirse.

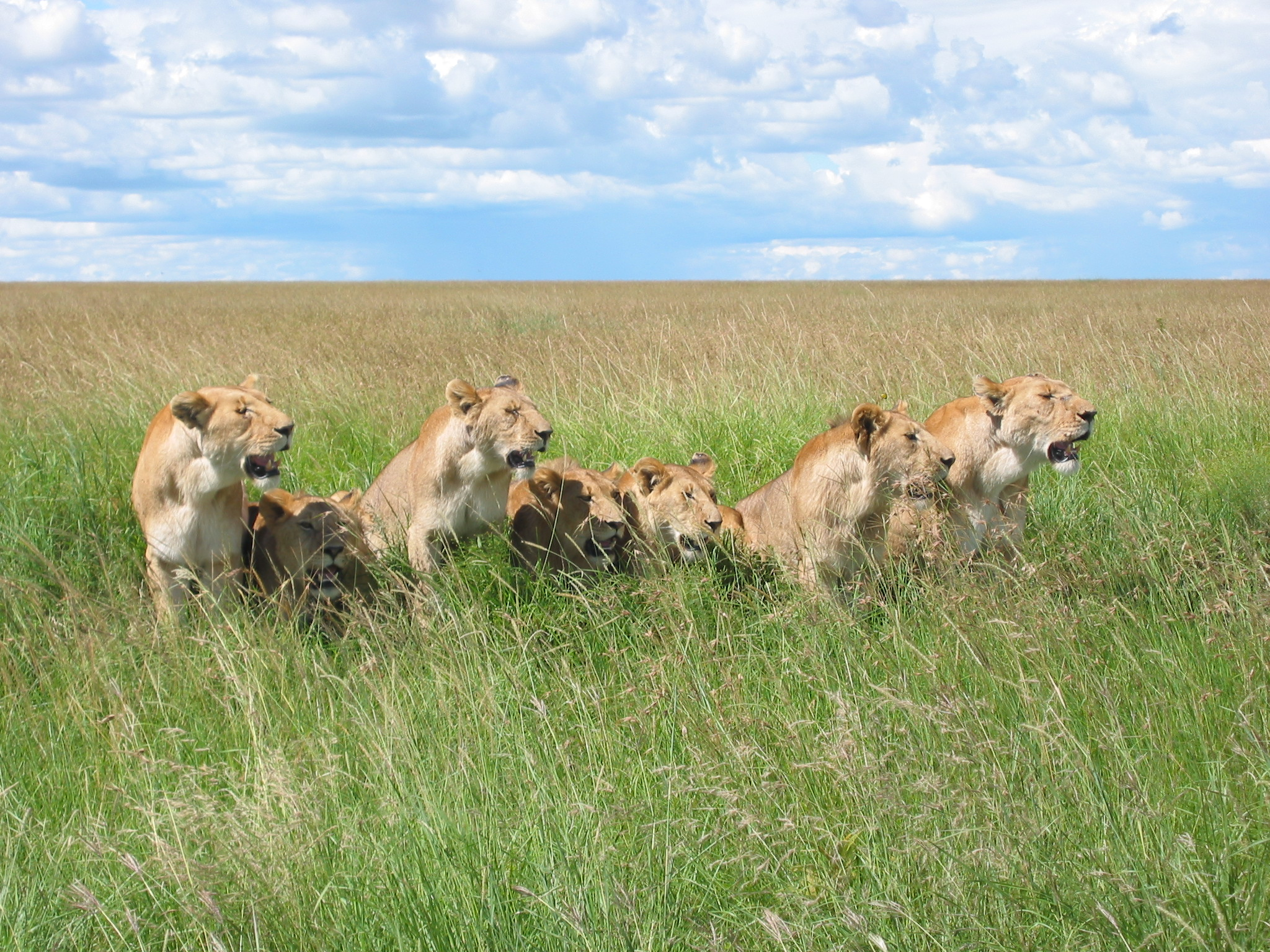
Siete leones en la reserva del parque de Masái Mara, en Kenia.

Muchas estadísticas recogidas en diversos estudios demuestran que los leones se alimentan normalmente de mamíferos de entre 190 y 550 kg. Los ñus son su presa preferida (representando casi la mitad de las presas de los leones en el Serengeti), seguidos por las cebras. La mayoría de hipopótamos, rinocerontes y elefantes adultos son generalmente excluidos, así como las gacelas e impalas más pequeñas y otros antílopes ágiles. Sin embargo, en algunas regiones cazan jirafas y búfalos con frecuencia. En ocasiones también se lanzan a la caza de hipopótamos, mientras que tienden a evitar a los rinocerontes adultos. Aunque los facóqueros pesan menos de 190 kg, también los cazan a menudo, dependiendo principalmente de su disponibilidad. En algunas áreas, se especializan en cazar especies atípicas, como es el caso que sucede en el parque nacional de Chobe, concretamente en la zona del río Savuti, donde cazan elefantes. Los guías del parque informaron que los leones, movidos por un hambre extrema, empezaron a cazar elefantes bebés, pasando después a los adolescentes y, en ocasiones, a los adultos en cacerías nocturnas, cuando la visión de los elefantes es pobre. En el parque nacional Kruger cazan jirafas habitualmente. Los leones también atacan ganado; concretamente en la India, donde los bovinos forman una parte importante de su dieta. Son capaces de matar a otros depredadores como leopardos, guepardos, hienas y licaones, aunque (a diferencia de gran parte de los félidos) no suelen devorar a sus competidores tras haberlos matado. Asimismo, se alimentan de carroña de animales muertos por causas naturales o víctimas de otros depredadores. Un león puede comer hasta 30 kg de carne mientras se encuentra sentado junto a la presa; pero si no es capaz de comérsela entera, descansará unas horas para continuar devorándola posteriormente. En días calurosos, el grupo puede retirarse a la sombra, dejando a uno o dos machos para que vigilen la caza. Una leona adulta necesita una media de unos cinco kilogramos de carne al día y un macho unos siete.
Ocasionalmente los leones africanos en grupo pueden atacar a rinocerontes subadultos y adultos de ambas especies. Se conoce de ataques y depredación a machos adultos de rinoceronte blanco y de depredación a subadultos de rinoceronte negro.Un león actúa como distracción de frente mientras que los demás aprovechan para capturar al rinoceronte por detrás, a lo que el león del frente se lanza rápidamente a la zona ventral del cuello. El rinoceronte puede tardar en morir y los leones a menudo empiezan a comerlo todavía vivo.

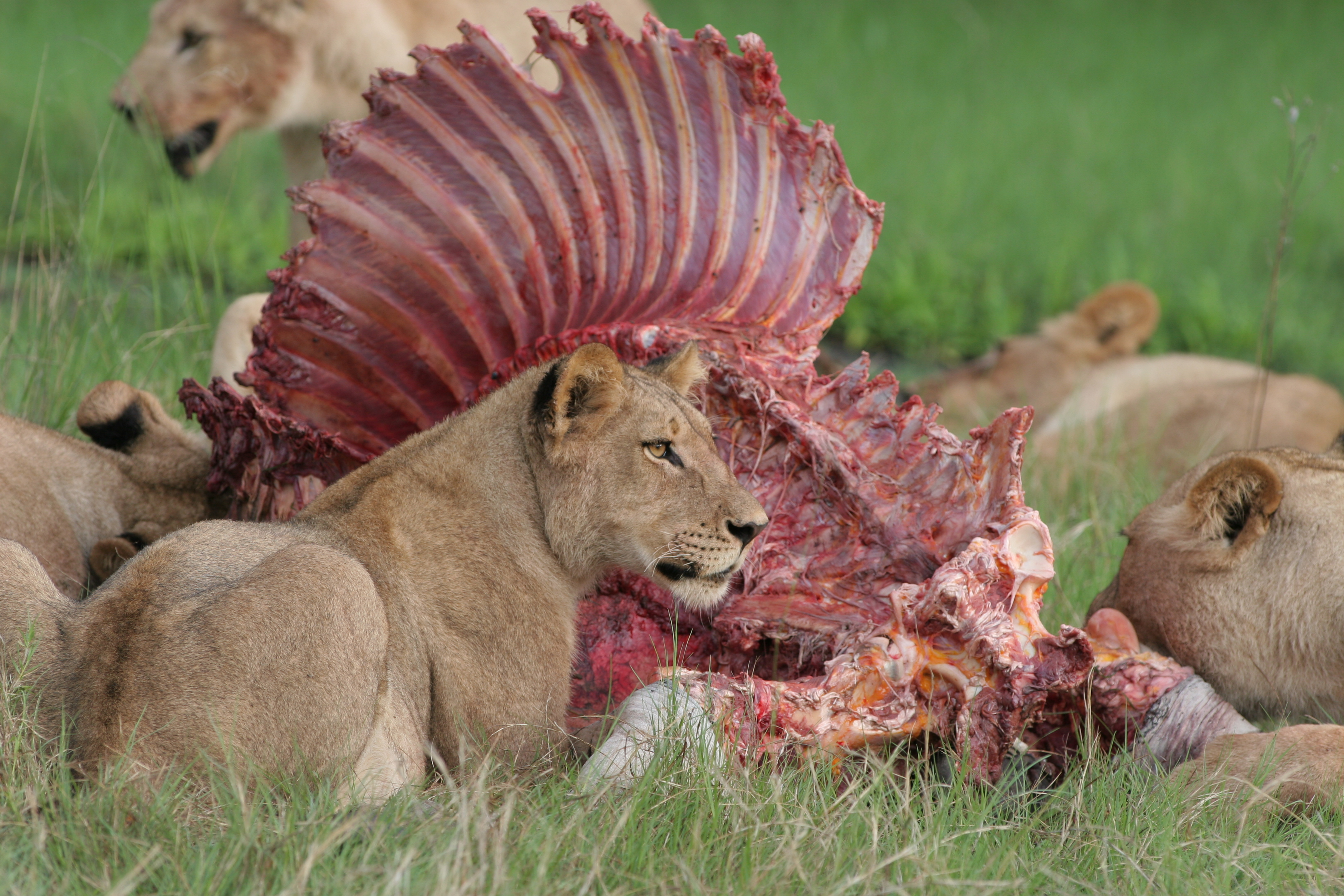
Grupo de leonas compartiendo una cebra en el mismo lugar donde la han cazado.

Como las leonas cazan en espacios abiertos donde las presas pueden verlas fácilmente, cazar en manada aumenta las probabilidades de una caza exitosa, siendo el caso más particular el de las presas más grandes. El trabajo en equipo también les permite defender su caza de manera más sencilla ante depredadores como las hienas, que pueden resultar atraídas por la presencia de buitres desde kilómetros de distancia en la sabana abierta. Las leonas se encargan de gran parte de la caza. En la caza típica, cada leona tiene una posición preferida en el grupo, acechando a las presas por los laterales y después atacando, o bien moviéndose a una distancia más corta en el centro del grupo y atrapando a las presas que huyen de otras leonas.
Los machos de un grupo no suelen participar en la caza, excepto cuando se trata de presas grandes como jirafas y búfalos. Los machos sin grupo se ven forzados a cazar en solitario, aunque también se han dado casos de machos que cazan en grupos.
Las crías empiezan a presentar comportamiento de caza a la edad de unos tres meses, aunque no participan en la caza hasta que ya tienen casi un año. Empiezan a cazar de manera efectiva cuando se acercan a los dos años de edad.

### Reproducción y ciclo vital

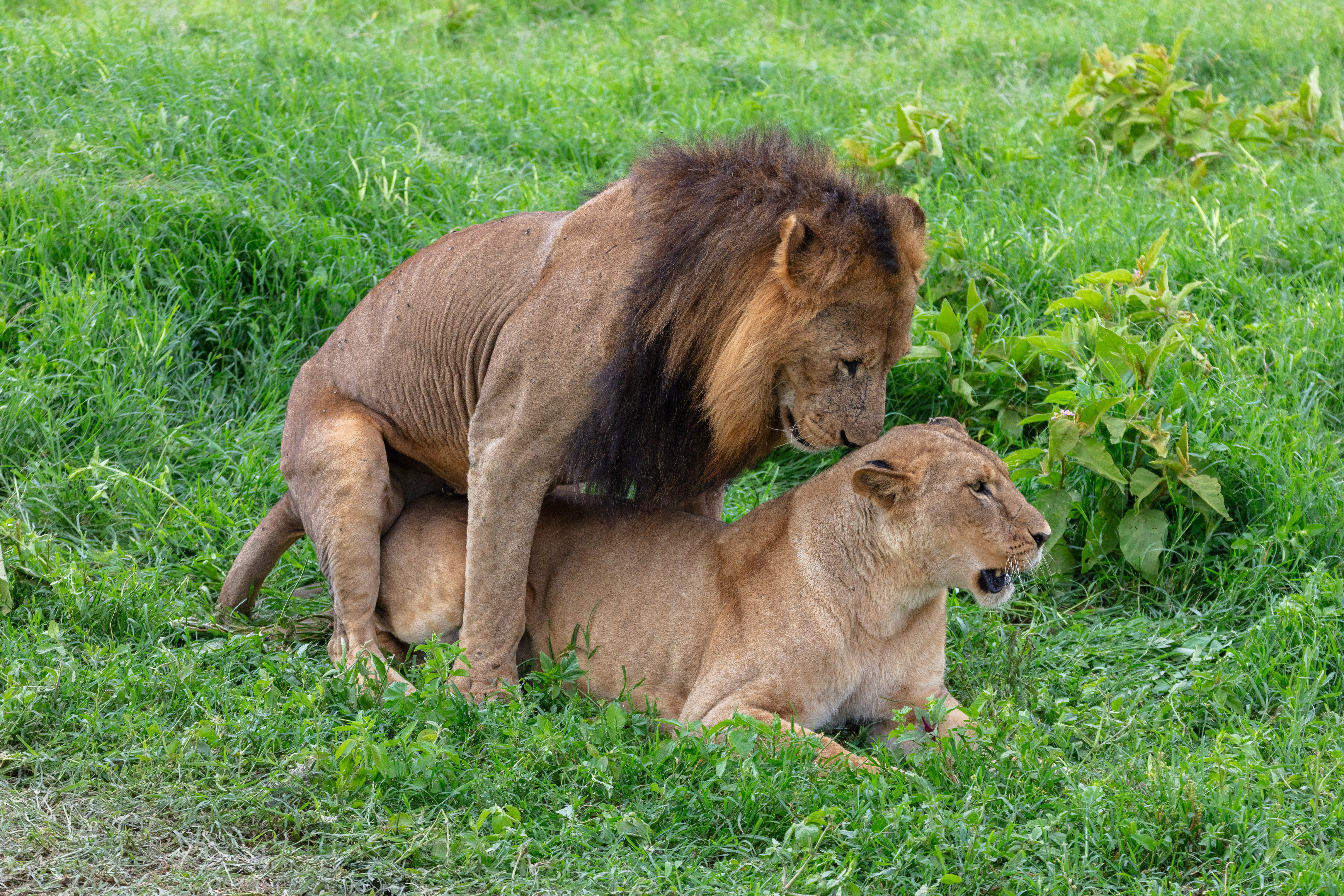
Durante el período de apareamiento, una pareja puede copular entre veinte y cuarenta veces al día durante unos cuantos días.

La mayoría de las leonas ya se han reproducido a los cuatro años de edad. Los leones no se aparean en ninguna época particular del año y las hembras tienen numerosas fases de estro cada año. Como en otros félidos, el pene del macho tiene unas espinas apuntando hacia atrás. Cuando se retira el pene, las espinas rozan las paredes de la vagina de la hembra, lo que puede causar la ovulación. Una leona puede aparearse con más de un macho cuando está en celo; durante el periodo de apareamiento, que puede durar varios días, se han observado leones copulando 157 veces en un periodo de 55 horas. Se reproducen con mucha facilidad en cautividad.
El periodo de gestación dura una media de 110 días(unos tres meses y medio) y la hembra da a luz a una camada de entre una y cuatro crías en una madriguera aislada, que puede encontrarse en zonas de matorrales, juncales, cuevas o alguna otra zona protegida, habitualmente separada del resto de la manada. Mientras las crías todavía están indefensas, la madre frecuentemente caza por sí sola, permaneciendo relativamente cerca de la madriguera donde se encuentran las crías. Las crías nacen ciegas y no abren los ojos hasta aproximadamente una semana después de su nacimiento. Pesan entre 1200 y 2100 g al nacer y se encuentran prácticamente indefensas. Empiezan a arrastrarse al día o dos de nacer y a andar cuando ya tienen unas tres semanas. La leona mueve las crías a un nuevo lugar numerosas veces al mes, llevándolas una por una cogidas por la piel de la nuca. Este movimiento tiene como objetivo impedir que se vaya acumulando su olor en el mismo lugar y así evitar la atención de posibles depredadores.
En general, la madre se reintegra al grupo con sus crías cuando estas tienen entre nueve y diez semanas. Sin embargo, a veces esta introducción a la vida en manada se produce antes, especialmente si otras leonas han dado a luz en la misma época. Por ejemplo, las leonas de un grupo suelen sincronizar su ciclo reproductivo con el fin de cooperar en la cría y el amamantamiento de los cachorros (una vez que estos han pasado la fase inicial de aislamiento con su madre), que maman indiscriminadamente de cualquiera de las hembras cuidadoras del grupo. Además de ofrecer una mayor protección, la sincronización de los nacimientos también es ventajosa en que, como los cachorros tienen un tamaño muy similar, tienen las mismas probabilidades de sobrevivir. Si una leona da a luz a una camada de cachorros un par de meses después de otra leona, por ejemplo, entonces las crías más jóvenes encuentran dificultades para alimentarse, ya que suelen ser dominadas por las mayores. Por lo tanto, la muerte de hambre es más común entre las crías jóvenes.

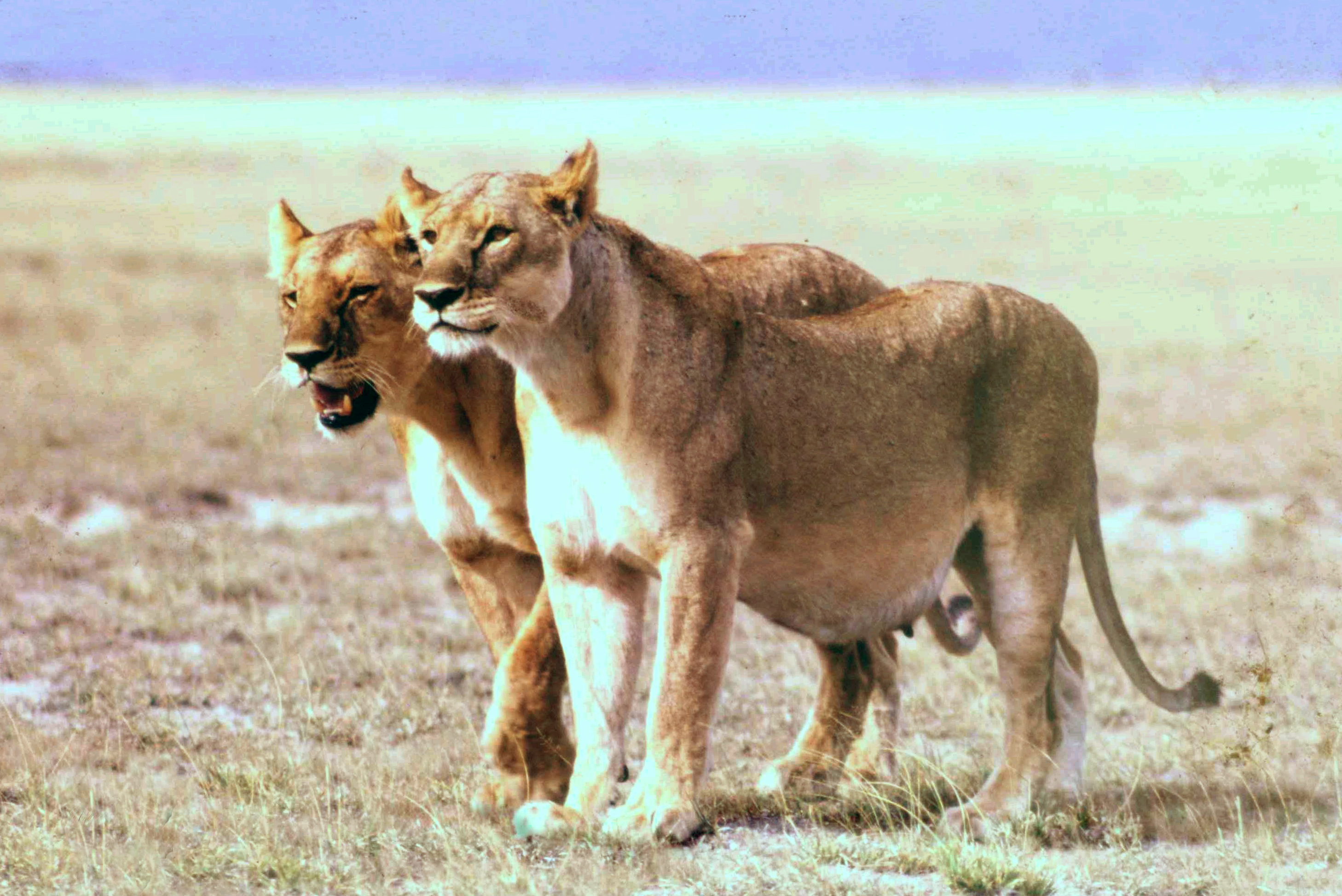
En primer plano, una leona preñada.

Además de morirse de hambre, los cachorros también corren otros muchos peligros como, por ejemplo, ser cazados por chacales, hienas, leopardos, águilas marciales y serpientes. Incluso los búfalos, si perciben el olor de las crías del león, inician una estampida hacia la zona de matorral o la madriguera donde se encuentran los cachorros, haciendo todo lo posible por pisotear a las crías y darles muerte mientras mantienen a raya a la leona. Además, cuando uno o más machos nuevos desbancan al anterior macho asociado a la manada, frecuentemente matan a las crías existentes, quizás porque las hembras no son fértiles y receptivas hasta que sus cachorros crecen o mueren. En total, hasta un 80 % de los cachorros mueren antes de llegar a los dos años de edad.
Cuando se integran con el resto de la manada, los cachorros carecen de la confianza hacia cualquier otro adulto que no sea su madre. Aun así, pronto empiezan a participar en la vida del grupo, jugando entre ellos o intentando empezar a jugar con los adultos. Las leonas que tienen crías tienen más probabilidades de ser tolerantes hacia las de otras leonas que las que no tienen. La tolerancia de los machos hacia los cachorros varía: unas veces, el macho puede dejar pacientemente que las crías jueguen con su cola o su melena, mientras que otras puede gruñir y echar a los cachorros.

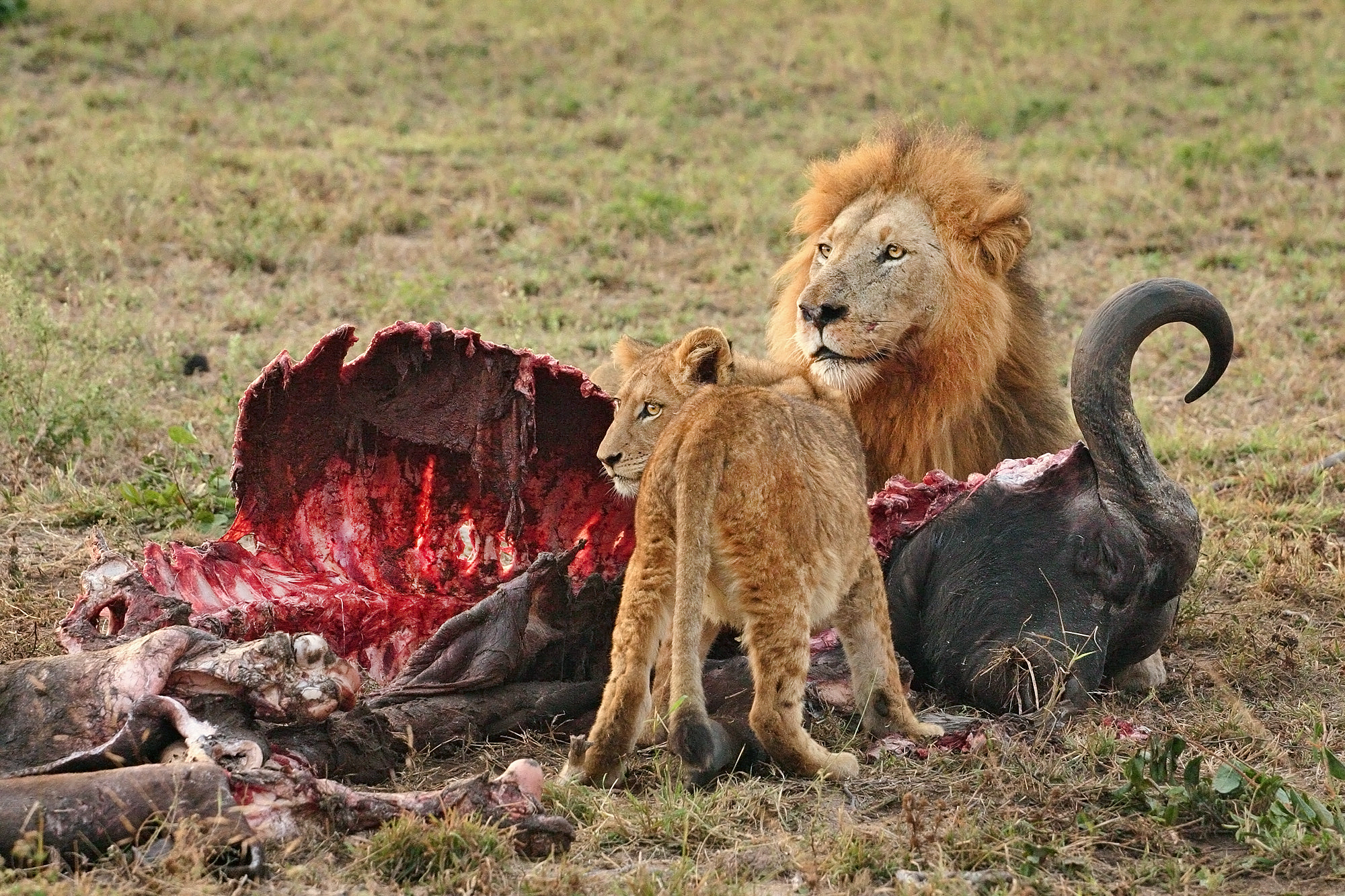
La tolerancia de los machos hacia los cachorros varía. Pese a ello, es más probable que compartan comida con ellos que con las leonas.

El destete tiene lugar a los seis o siete meses de edad. Los machos logran la madurez a los tres años de edad y con cuatro o cinco años ya son capaces de desafiar y desbancar al macho adulto de otra manada. Empiezan a envejecer y debilitarse a más tardar entre los diez y quince años de edad, si no han sido ya gravemente heridos defendiendo su manada. Por lo tanto, en cautiverio un león puede llegar a vivir treinta años; pero en su hábitat silvestre solo llega a vivir hasta los doce años los machos y dieciséis las hembras. Cuando el macho dominante es expulsado por su rival, raramente recupera su estatus dentro de la manada viéndose obligado a exiliarse. Cuanto antes empiecen a procrear, una vez toman el control de una manada, más éxito reproductivo tendrán antes de llegar a la vejez y ser desterrados por leones más jóvenes. Las leonas a menudo intentan defender fieramente a los cachorros ante un macho usurpador, pero raramente tienen éxito. El usurpador suele matar a todos los cachorros que tengan menos de dos años. Debido a que las hembras son más débiles y de menor peso con respecto a los machos, la defensa de las crías puede tener más probabilidades de éxito si tres o cuatro madres de una manada se unen contra un macho. Las hembras a las que el macho usurpador mató sus crías, entran en celo nuevamente en pocos días.
Al contrario de lo que dice la creencia popular, no solo los machos son expulsados de su manada pasando a ser nómadas, si bien es cierto que la mayoría de las hembras permanecen toda su vida en su manada natal. No obstante, cuando la manada se hace demasiado grande, la siguiente generación de crías de sexo femenino puede ser forzada a marcharse y buscar un territorio propio. Además, cuando un nuevo macho consigue el control de una manada, los ejemplares subadultos, tanto machos como hembras, pueden ser expulsados. La vida de una hembra nómada es dura. Raramente consiguen que sus crías alcancen la madurez, ya que carecen de la protección de otros miembros de la manada.
Un estudio científico encontró que tanto los machos como las hembras podrían mantener relaciones homosexuales. Los machos forman parejas durante unos cuantos días y empiezan la actividad homosexual con cariñosas caricias con el hocico, que desembocan en coitos y empujones. Un estudio descubrió que aproximadamente un 8 % de las cópulas se producen entre dos machos. Se cree que las relaciones homosexuales entre hembras son bastante habituales en cautiverio, pero no se han observado en estado salvaje.

### Salud
Aunque los leones adultos no tienen depredadores naturales, los indicios sugieren que la mayoría sufren una muerte violenta causada por humanos o por otros leones. Esto es particularmente cierto en el caso de los machos, que, como principales defensores de la manada, tienen más probabilidades de interactuar agresivamente con machos rivales. De hecho, pese a que un león macho puede lograr una edad de quince o dieciséis años si consigue no ser expulsado por otros machos, la mayoría de machos adultos no viven más de diez años. Este es el motivo por el cual en estado salvaje la longevidad media de los leones tiende a ser significativamente inferior a la de las leonas. Sin embargo, los miembros de ambos sexos pueden resultar heridos o incluso muertos por otros leones cuando entran en conflicto dos manadas con territorios concurrentes.

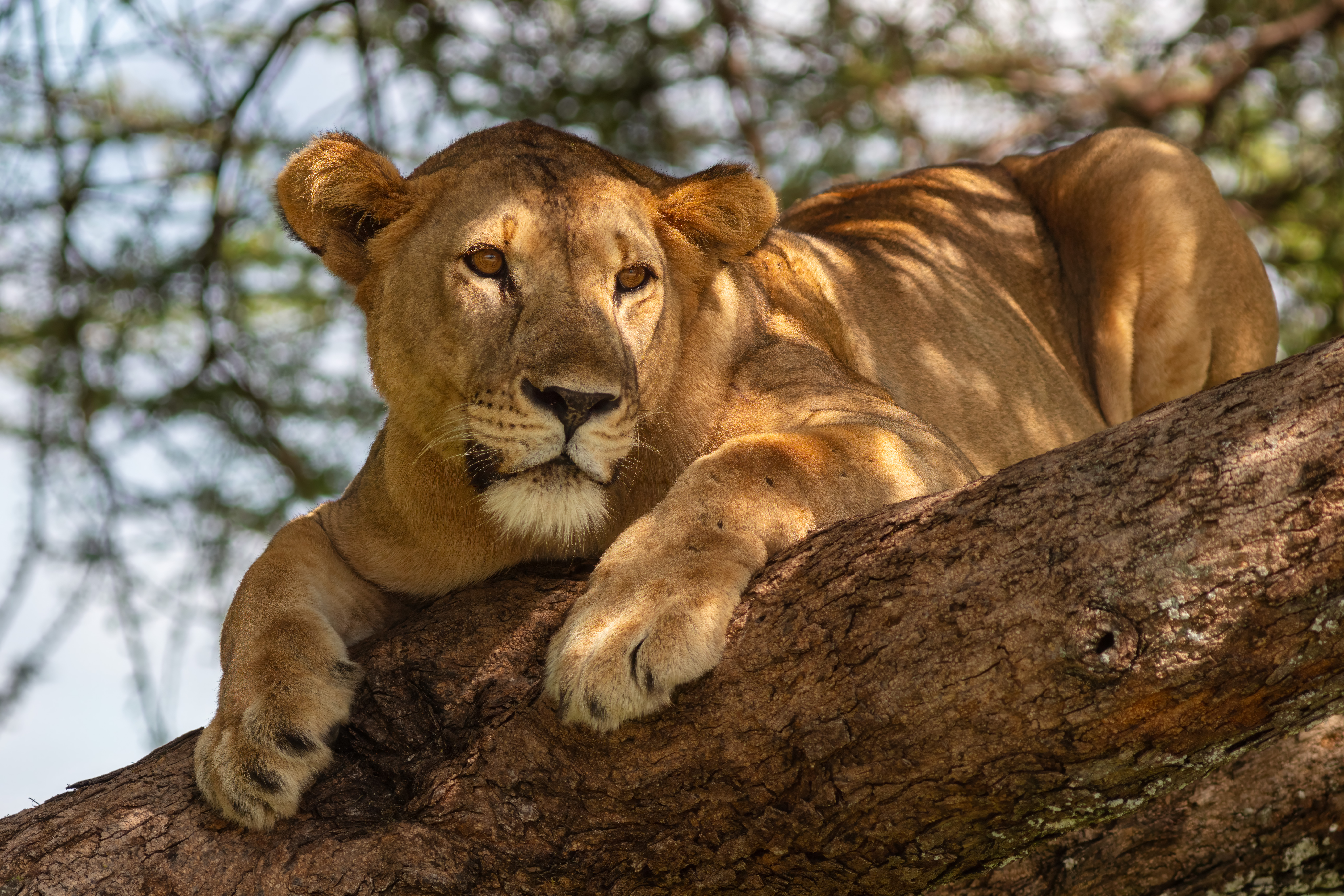
Una leona subida a un árbol en el parque nacional Serengueti.

Con respecto a los parásitos, se sabe que varias especies de garrapatas suelen infectar las orejas, el cuello y las ingles de la mayoría de los leones. También, procedentes de intestinos de leones, se ha aislado la forma adulta de varias especies de tenias. Los leones contraen la solitaria al comer las formas larvarias presentes en la carne de antílope.
En 1962, los leones del cráter de Ngorongoro fueron atacados por la mosca de los establos (Stomoxys calcitrans); esto hizo que los leones acabaran cubiertos de manchas calvas y ensangrentadas, al tiempo que completamente escuálidos. Los leones intentaron huir de las picaduras de las moscas sin éxito, subiendo a árboles o arrastrándose dentro de madrigueras de hienas; muchos de ellos murieron o emigraron y la población de leones del lugar se desplomó, pasando de setenta individuos a quince. Un brote más reciente, en 2001, mató a seis leones. Los leones, especialmente los que viven en cautividad, son vulnerables al virus del moquillo, al virus de inmunodeficiencia felina (VIF) y a la peritonitis infecciosa felina (PIF). El moquillo se transmite mediante los perros domésticos y otros carnívoros; un brote producido en 1994 en el parque nacional Serengueti provocó que muchos leones desarrollaran síntomas neurológicos, como por ejemplo convulsiones. Durante el brote, varios leones murieron de neumonía y encefalitis. El VIF, que es similar al VIH, no afecta negativamente a los leones, pero su efecto sobre los gatos domésticos es lo suficientemente preocupante como para que el Species Survival Plan recomiende análisis sistemáticos a los leones en cautividad. Es muy frecuente y endémica en varias poblaciones de leones salvajes, pero es prácticamente inexistente entre los leones asiáticos y namibios.

### Comunicación

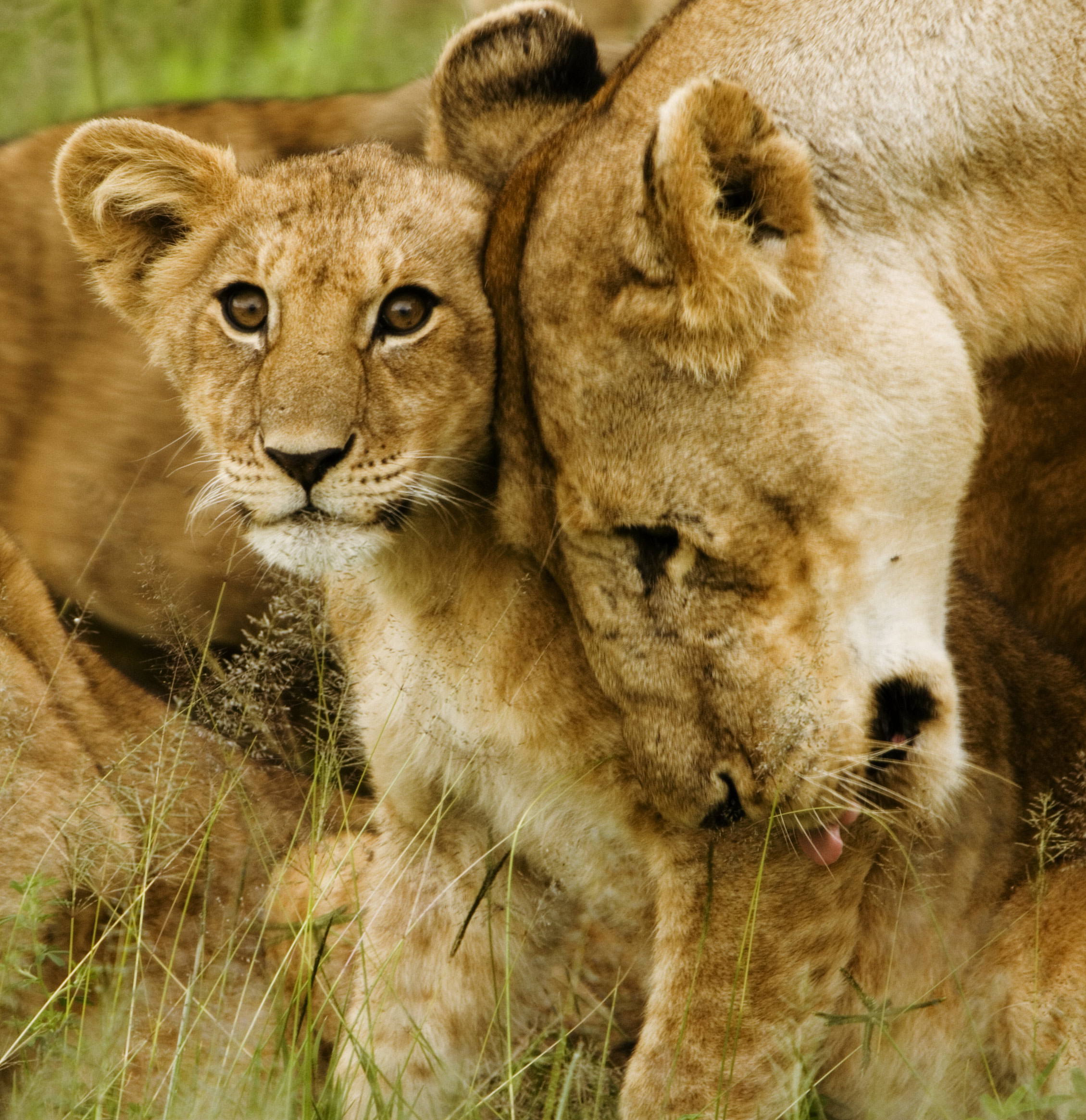
Frotarse y lamerse son comportamientos sociales comunes en la manada.

Cuando están en reposo, los leones realizan actos sociales por medio de una serie de comportamientos y muestran movimientos expresivos muy desarrollados. Tienen un conjunto de expresiones faciales y posturas corporales que son gestos visuales. Los gestos pacíficos más comunes son el de frotarse la cabeza y los lametones sociales, que han sido comparados con el acicalamiento de los primates. Frotarse la cabeza, utilizando el hocico para acariciar la frente, la cara y el cuello de otro león, parece ser una clase de saludo, ya que se observa a menudo cuando un animal ha estado separado del resto o tras un combate o conflicto. Los machos tienden a frotar a otros machos, mientras que los cachorros y las hembras frotan a otras hembras. Los lametones sociales suelen producirse en combinación con los rozamientos de cabeza; generalmente son mutuos y el receptor parece mostrar placer. La cabeza y el cuello son las partes del cuerpo que se lamen más habitualmente, cosa que podría ser por motivos prácticos, ya que un león no puede lamerse estas zonas por sí mismo.
Su repertorio de vocalizaciones también es amplio; las variaciones en la intensidad y la altura de los sonidos, en vez de las señales visuales, parecen formar la base de la comunicación. Los sonidos de los leones incluyen respingos, roncos, siseos, toses, maullidos, ladridos y, por supuesto, rugidos. Los leones tienden a rugir de manera muy característica, empezando con unos cuantos rugidos graves y largos, que conducen a una serie de rugidos más cortos. Suelen rugir por la noche; el sonido, que puede ser escuchado desde una distancia de 10 km, sirve para anunciar la presencia del animal. Un león es capaz, con sólo escuchar una vez el rugido de otros leones, de dirigirse al punto exacto de su procedencia en distancias de hasta al menos 5 km. Sin importar que estén ocultos entre la maleza y en silencio; si han permanecido inmóviles en el mismo lugar, los encontrará. Los leones tienen el rugido más potente de entre los félidos.

### Relaciones interespecíficas de depredación

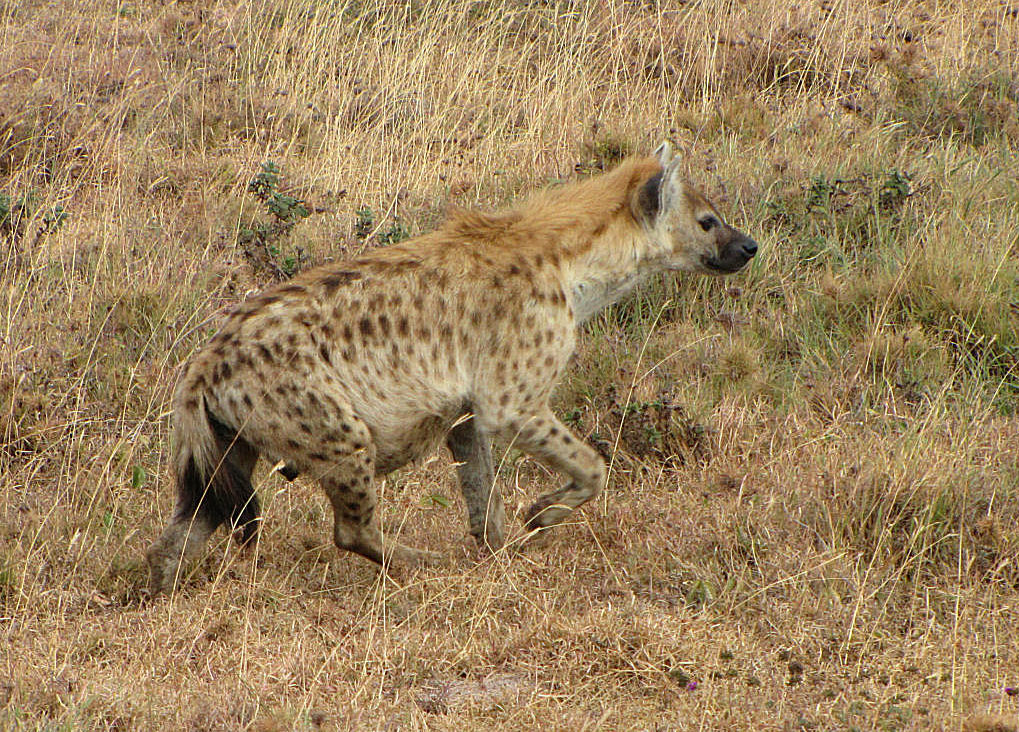
Una hiena manchada en la Zona de conservación de Ngorongoro. Las hienas son las principales competidoras de los leones.

La relación entre los leones y las hienas manchadas en las áreas donde coexisten es única por su complejidad e intensidad. Ambas especies son superpredadores que se alimentan de las mismas presas, de forma que compiten directamente entre ellas. Frecuentemente luchan entre sí y se roban la caza. Aunque la concepción popular ve las hienas como carroñeras oportunistas que se aprovechan de las habilidades cazadoras de los leones, a menudo se da el caso contrario. En el cráter de Ngorongoro de Tanzania, la población de hienas manchadas supera ampliamente la de leones, que obtienen una parte importante de su comida robando las presas de las hienas. Sin embargo, el conflicto entre las dos especies va más allá de los combates por el alimento. Entre los animales, los límites territoriales con otras especies son usualmente ignorados. Las hienas y los leones son una excepción; marcan límites entre ellos igual que lo harían con miembros de su propia especie. Los leones machos en concreto son extremadamente agresivos con las hienas y han sido observados cazando y matando hienas sin comérselas. A su vez, las hienas son uno de los principales depredadores de cachorros de león y sitian a las leonas para robarles sus crías.
Los leones tienden a dominar a félidos más pequeños como guepardos y leopardos en las áreas donde son simpátricos. Les roban las presas, matan a sus cachorros e incluso a los adultos cuando tienen oportunidad. El guepardo tiene un 50 % de posibilidades de perder su caza ante los leones u otros depredadores. Los leones representan un gran peligro para los cachorros del guepardo y hasta un 90 % de los cachorros mueren durante las primeras semanas de vida a causa de ataques por parte de otros depredadores. Los guepardos evitan la competencia cazando en diferentes momentos del día y esconden a sus cachorros en zonas de hierba densa. Los leopardos también utilizan estas tácticas, pero tienen la ventaja de poder sobrevivir comiendo presas más pequeñas, algo que no pueden hacer los leones o los guepardos. Además, a diferencia de los guepardos, los leopardos pueden escalar árboles y utilizarlos para mantener a sus crías y su caza a salvo de los leones. No obstante, en ocasiones las leonas consiguen subir al árbol para robar la comida del leopardo. De manera similar, los leones dominan a los licaones, no solo robándoles la caza, sino también cazando licaones.
Otro depredador simpátrico que puede amenazar al león es el cocodrilo del Nilo. Según el tamaño del cocodrilo y del león, cualquiera de los dos puede perder presas o carroña frente al otro. Se conocen casos de leones que han matado cocodrilos que se habían adentrado en tierra y viceversa cuando es el león quien entra en las aguas donde viven estos reptiles, como lo demuestra el hecho de que en alguna ocasión se han descubierto zarpas de león en el estómago de los cocodrilos. En ocasiones, varios adultos de una manada de leones dan caza a cocodrilos de considerable tamaño que se adentran en tierra o se encuentran en aguas poco profundas, pero probablemente los cocodrilos mayores a 4 metros no tengan ningún predador debido a su gran tamaño y fuerza.

## Evolución

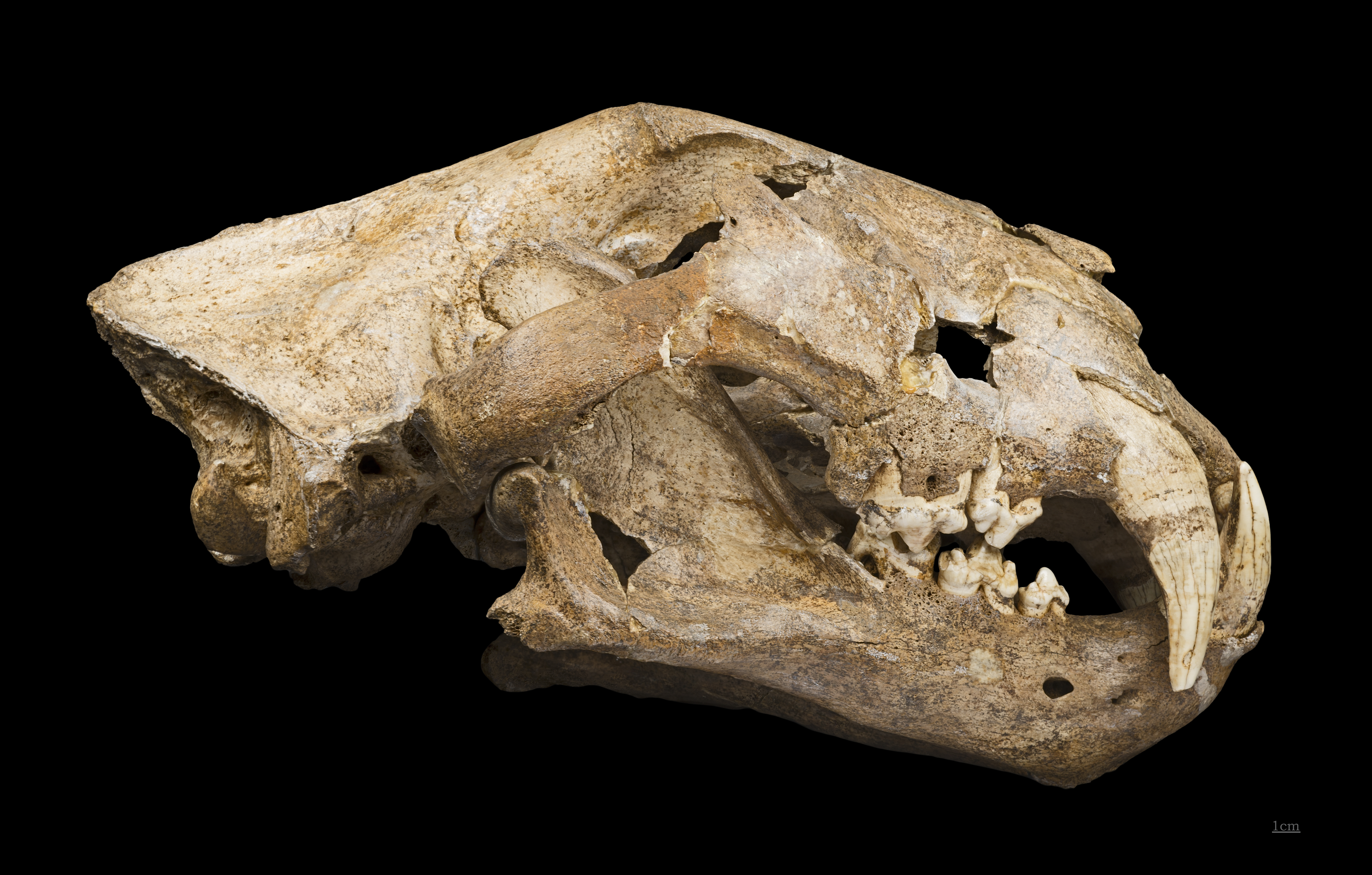
Cráneo de Panthera leo spelaea del Pleistoceno de Francia.

El fósil más antiguo conocido similar a un león proviene de Laetoli (Tanzania) y podría tener una antigüedad de 3,5 millones de años; algunos científicos han identificado estos restos como pertenecientes a Panthera leo, pero no está confirmado y lo más que se puede decir es que pertenecen a un félido similar a Panthera. Los restos más antiguos confirmados de Panthera fueron descubiertos en 2010 en el Tíbet y clasificados en 2013 como Panthera blytheae, poseen una antigüedad de 4,1 a 5,9 millones de años. La importancia de estos fósiles radica en el hecho de que refuerzan la teoría que establece que los félidos pertenecientes a la subfamilia Pantherinae se originaron en Asia central y no en África. Los parientes más cercanos del león son las otras especies del género Panthera: el tigre, el jaguar y el leopardo. Estudios morfológicos y genéticos revelan que el tigre fue la primera especie en divergir del resto. Hace unos 1,9 millones de años, el jaguar se separó del grupo restante, que contenía a los antepasados de leopardos y leones. Posteriormente, el león y el leopardo se separaron hace entre 1,25 y 1 millones de años.
Panthera leo evolucionó en África entre hace un millón y ochocientos mil años antes de dispersarse por la región holártica. Apareció por primera vez en Europa hace 700 000 años con la subespecie Panthera leo fossilis, encontrada en Isernia (Italia). Este león evolucionó al posterior león de las cavernas (Panthera leo spelaea), que apareció hace unos trescientos mil años. Durante el Pleistoceno superior, el león se extendió por América, donde evolucionó como Panthera leo atrox, el león americano. Los leones se extinguieron del norte de Eurasia y América a finales de la última glaciación, hace unos diez mil años; pudiendo haber sido víctimas de la extinción de la megafauna del Pleistoceno.

## Subespecies

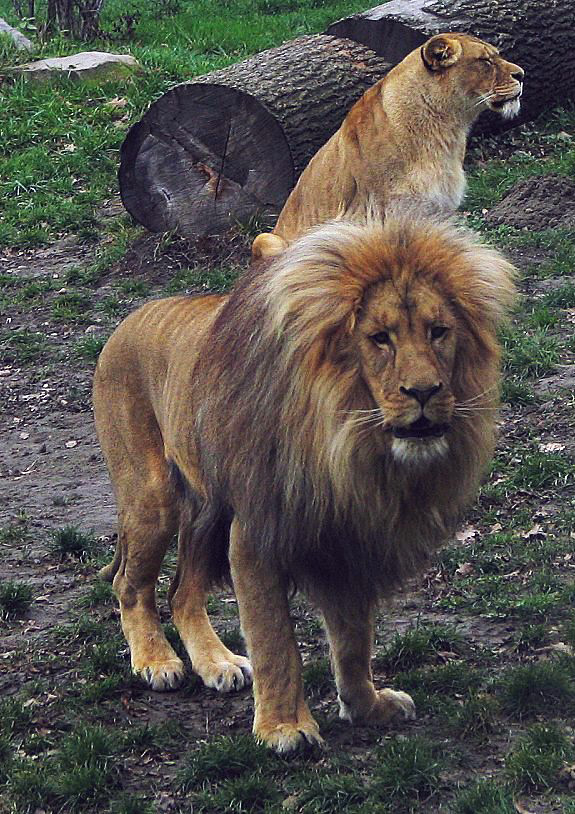
León de Katanga (Panthera leo bleyenberghi).

Un estudio genético efectuado por científicos de la Universidad de Durhan concluyó que el último ancestro común de todas las subespecies modernas de león vivió en África hace unos ciento veinticuatro mil años. Antes de esa época, en el Pleistoceno Medio, los leones se distribuían por todo el continente africano. En ese momento, durante el periodo húmedo denominado MIS5 que favoreció el gran desarrollo de la selva desde el golfo de Guinea hasta el Rift, las poblaciones del norte y oeste se separaron de las del sur y este. Más tarde, hace cerca de cincuenta y un mil años el clima africano se hizo cada vez más seco por lo que se formaron barreras como el desierto del Sahara que separó a los leones del oeste y norte de África. Mientras las selvas ecuatoriales se contraían, las poblaciones del oeste se expandían hacia el centro. A la vez, existía una complicada interacción entre las poblaciones del sur y este con el Valle del Rift como barrera parcial a la dispersión. El mismo estudio indicó que estos animales salieron de África hace aproximadamente veintiún mil años, final del Pleistoceno, llegando hasta la India, y posteriormente, hace unos cinco mil años —ya en el Holoceno— otra oleada salió del norte de África llegando hasta lo que hoy en día es Irán y el Medio Oriente. Sin embargo, en el Medio Oriente se han encontrado restos fósiles de leones que datan de todo el Pleistoceno Superior, por lo que debieron llegar allí anteriormente, pero su rastro genético ha sido superpuesto por esta otra oleada más reciente.
Tradicionalmente se reconocían doce subespecies modernas de león, de las que la más grande era el león del Atlas. Las diferencias principales entre estas subespecies son la distribución geográfica, la apariencia de la melena y el tamaño. Como estas características son poco consistentes y muy variables, la mayoría de estas formas son discutibles y probablemente no sean válidas; además, a menudo las distinciones se basaban en material de zoológicos de origen desconocido que podría haber tenido características morfológicas «sorprendentes, pero anormales». Actualmente es habitual que solo se reconozcan ocho subespecies, pero una de ellas (el león del Cabo, antiguamente descrita como Panthera leo melanochaitus) es probablemente inválida.
Incluso las siete subespecies restantes podrían ser demasiadas; la variación mitocondrial reciente entre los leones africanos es escasa, lo que sugiere que todos los leones subsaharianos podrían ser considerados una única subespecie, posiblemente dividida en dos clados principales: uno al oeste del Gran Valle del Rift y el otro al este. Los leones de Tsavo, al este de Kenia, están mucho más próximos genéticamente hablando a los leones de Transvaal (Sudáfrica) que a los de los montes Aberdare del este de Kenia. Las razas massaica, somaliensis y rosevelti se incluyen en nubica. La raza nominal leo del noroeste de África y la raza melanochaitus de la región de El Cabo (Sudáfrica) se han extinguido. Así pues, se reconocen seis subespecies en la actualidad:
En 2017 un equipo de investigadores pertenecientes a la UICN publicó una nueva clasificación taxonómica de la familia felidae en la que solo reconocían dos subespecies de león: Panthera leo leo que agrupa al león asiático, al de África occidental, central y a las ya desaparecidas poblaciones del león del Atlas y Panthera leo melanochaita que agrupa a los leones del África oriental y meridional.

### Actuales (en revisión)
- P. l. azandica, conocido como león del Congo. Habita al noreste de la República Democrática del Congo.
- P. l. bleyenberghi, conocido como león de Katanga. Habita al sur de la República Democrática del Congo, Zambia y Angola.
- P. l. krugeri, conocido como león del Transvaal. Habita al noroeste (en el Kalahari), norte y sureste de Sudáfrica.
- P. l. nubica, conocido como león Massai. Habita al noreste y este de África.
- P. l. persica, conocido como león asiático o león surasiático, persa o indio. Habitaba desde Irak hasta la India en el siglo XIX; en la actualidad solamente en el Bosque de Gir, India.[137]
- P. l. senegalensis, conocido como león de África occidental. Habita desde el África occidental hasta la República Centroafricana.

### Recientes (en revisión)
- P. l. leo, conocido como león del Atlas. Extinguido en estado salvaje a causa de la caza excesiva, aunque todavía podrían quedar ejemplares en cautividad. Fue la subespecie de león más grande, con una longitud de aproximadamente 3-3,3 m y un peso de más de 200 kg para los machos. Se extendía desde Marruecos hasta Egipto. El último ejemplar fue abatido en Marruecos en 1922.[138]
- P. l. melanochaitus, conocido como león del Cabo, se extinguió en estado salvaje a mediados de 1860. Los resultados de investigaciones del ADN mitocondrial no avalan el estatus de este león como subespecie distinta. Parece probable que el león del Cabo solo fuera la población más meridional del león sudafricano existente hoy en día.[42]

### Prehistóricas
En tiempos prehistóricos existieron varias subespecies más de león:

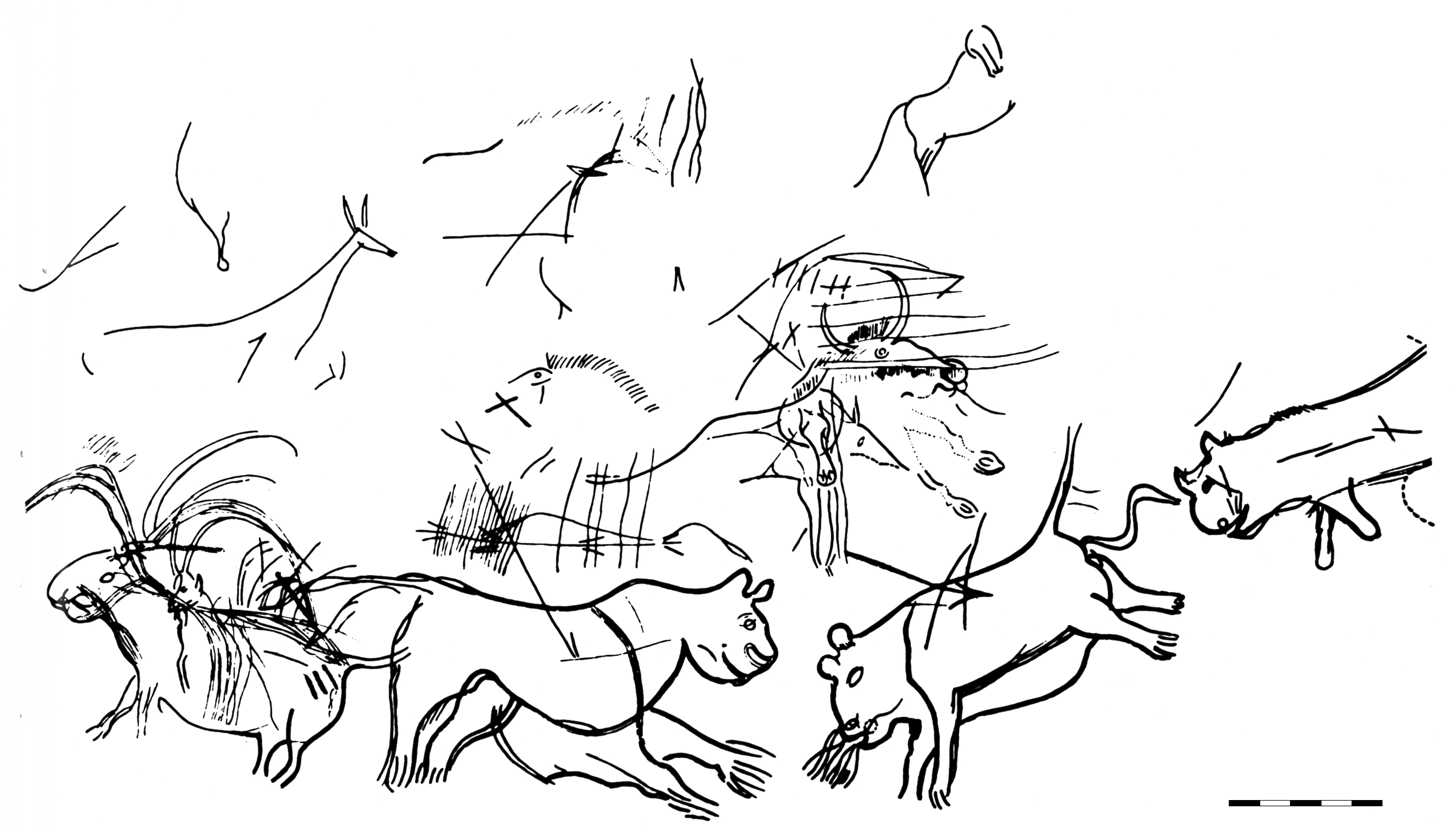
León de las cavernas en la Cámara de los Félidos de la Cueva de Lascaux (Francia).

- P. l. atrox, conocido como león americano, fue abundante en América, desde Alaska hasta México,[139] durante el Pleistoceno hasta hace unos diez mil años. Esta forma, al igual que el león de las cavernas, son considerados a veces especies diferentes, pero estudios filogenéticos recientes sugieren que en realidad son subespecies del león (Panthera leo).[129] Era una de las subespecies de león más grandes que nunca hayan existido, se estima que su longitud corporal era de 1,6-2,5 metros.[140]
- P. l. fossilis, conocido como león primitivo de las cavernas, prosperó hace unos 500 000 años; se han recuperado fósiles de Alemania e Italia. Era más grande que los leones africanos, alcanzando en tamaño a los leones americanos.[129][141]
- P. l. spelaea, conocido como león de las cavernas, vivió en Eurasia entre hace 300 000 y 10 000 años. Esta especie es conocida por las pinturas rupestres, esculturas de marfil y bustos de arcilla del Paleolítico,[142] que indican que tenía unas orejas prominentes, una cola peluda, posiblemente unas ligeras rayas parecidas a las de los tigres y que al menos algunos machos tenían un «collar» o melena primitiva alrededor del cuello. En la imagen de Lascaux se puede observar una escena de caza que es probable que represente hembras cazando para la manada utilizando la misma estrategia que sus parientes contemporáneos, sin que los machos participen en ello.
- P. l. vereshchagini, conocido como león de Beringia, se extendía por Sajá (Rusia), Alaska (Estados Unidos) y Yukón (Canadá). Los análisis de los cráneos y mandíbulas de este león demuestran que es una subespecie distinta —más grande que el león de las cavernas europeo y más pequeño que el león de las cavernas americano— con proporciones craneales diferentes.[129][143]

### Dudosas
- P. l. sinhaleyus, conocido como león de Sri Lanka, parece haberse extinguido hace aproximadamente 39 000 años. Se conoce su existencia solamente por dos dientes encontrados en depósitos de Kuruwit. Basándose en estos dientes, Paules Edward Pieris Deraniyagala definió esta subespecie en 1939.[144]
- P. l. europaea, conocido como león europeo, era probablemente idéntico a Panthera leo persica o Panthera leo spelea; su estatus no está confirmado. Se extinguió en torno al año 100 debido a la persecución y la sobreexplotación. Vivía en los Balcanes, la península itálica, el sur de Francia y la península ibérica. Era un objeto de caza muy popular entre romanos, griegos y macedonios.
- P. l. youngi o Panthera youngi, vivió hace 350 000 años.[145] Su relación con las subespecies vivientes de león no es clara y probablemente pertenezca a una especie diferente.
- P. l. maculatus, conocido como marozi, en ocasiones es considerado una subespecie distinta, pero podría tratarse de un león adulto que ha conservado su coloración manchada juvenil. Si fuera realmente una subespecie, y no un número reducido de ejemplares con una coloración anormal, lleva extinguida desde 1931. Una identidad todavía menos probable es que sea un híbrido natural leopardo/león, conocido habitualmente como «leopón».[146]

### Híbridos

Pareja de ligres en un zoológico de Corea del Sur.

Se conocen casos en que leones se han apareado con tigres (habitualmente las subespecies siberiana y bengala), creando híbridos denominados «ligres» y «tigones». También se han cruzado con leopardos, produciendo «leopones», y con jaguares, generando «jagleones». El marozi es supuestamente un león manchado o un «leopón» en estado natural, mientras que el león manchado del Congo es un complejo híbrido de león-jaguar-leopardo denominado «lejagulep». Antiguamente se solían criar estos híbridos en parques zoológicos, pero actualmente no se aconseja esta práctica, ya que se pone énfasis en la conservación de las especies y subespecies. En China todavía se crían híbridos en colecciones privadas de animales y zoológicos.
El ligre es un cruce entre un león y una tigresa. Como el gen inhibidor del crecimiento de la tigresa correspondiente a un gen promotor del crecimiento del león está ausente, los «ligres» crecen mucho más que sus padres. Presentan características físicas y de comportamiento de ambas especies (manchas y rayas sobre un fondo arenoso). Los ligres machos son estériles, pero las hembras suelen ser fértiles. Los machos tienen aproximadamente un 50 % de posibilidades de tener melena, pero si la tienen, esta será pequeña, de aproximadamente la mitad de tamaño que la de un león. Los «ligres» suelen medir entre 3 y 3,7 metros de largo y pueden pesar entre 360 y 450 kilogramos o más. El «tigón» es un cruce menos habitual entre una leona y un tigre.

## Distribución y hábitat

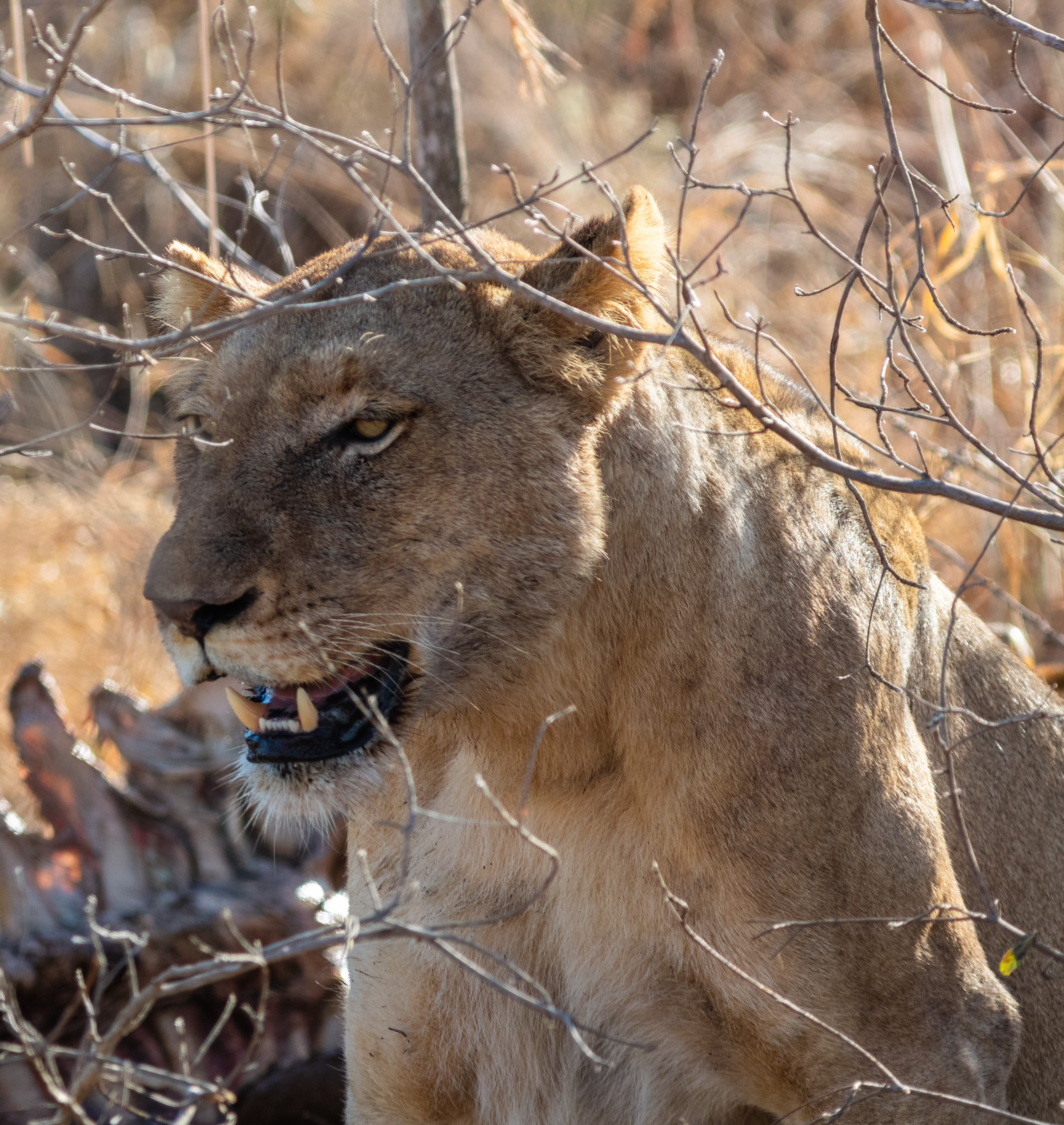
Ejemplar salvaje en el parque nacional Kruger, Sudáfrica.

En África los leones viven en herbazales de sabana con acacias dispersas que les proporcionan sombra; su hábitat en la India es una mezcla de bosque de sabana seco y bosque de matorral caducifolio muy seco. En tiempos relativamente recientes, el hábitat de los leones se extendía por partes meridionales de Eurasia, desde Grecia hasta la India y gran parte de África, exceptuando la zona central de jungla y el desierto del Sahara. Heródoto escribió que los leones eran comunes en Grecia hacia el 480 a. C.; que atacaron a los camellos de equipaje del rey persa Jerjes durante su marcha por el país. Aristóteles los consideraba raros hacia el 300 a. C. y en el 100 d. C. ya habían sido exterminados. Una población de leones asiáticos sobrevivió hasta el siglo X en el Cáucaso, su último bastión europeo.
En la Edad Media la especie ya había sido extinguida de Palestina y después de prácticamente el resto de Asia con la llegada de las armas de fuego, fáciles de conseguir en el siglo XVIII. Entre finales del siglo XIX y principios del siglo XX desapareció de África del Norte y de Oriente Próximo. A finales del siglo XX ya había desaparecido de Turquía y gran parte del norte de la India, mientras que la última observación de un león asiático vivo en Irán se produjo en 1941 (entre Shiraz y Jahrom, Fars), aunque en 1944 se encontró el cadáver de una leona en la orilla del río Karún (Juzestán). Desde entonces no ha habido informes fiables sobre la situación del león asiático en Irán. Actualmente la subespecie ya solo sobrevive en el parque nacional del Bosque de Gir y sus alrededores, en el noroeste de la India. Aproximadamente 650 leones viven en una reserva de 1412 km² que cubre gran parte del bosque, en el estado de Guyarat. Las poblaciones están aumentando despacio.
Hasta finales del Pleistoceno (hace unos 10 000 años), el león fue, de los grandes mamíferos terrestres, el que mayor área de distribución ocupaba, exceptuando los humanos. Los leones vivían en gran parte de África, la mayoría de Eurasia, desde el oeste de Europa hasta la India; en Beringia y en América, desde el río Yukón hasta el Perú. Partes de este ámbito de distribución estaban ocupadas por subespecies actualmente extinguidas.

## Poblaciones y estado de conservación

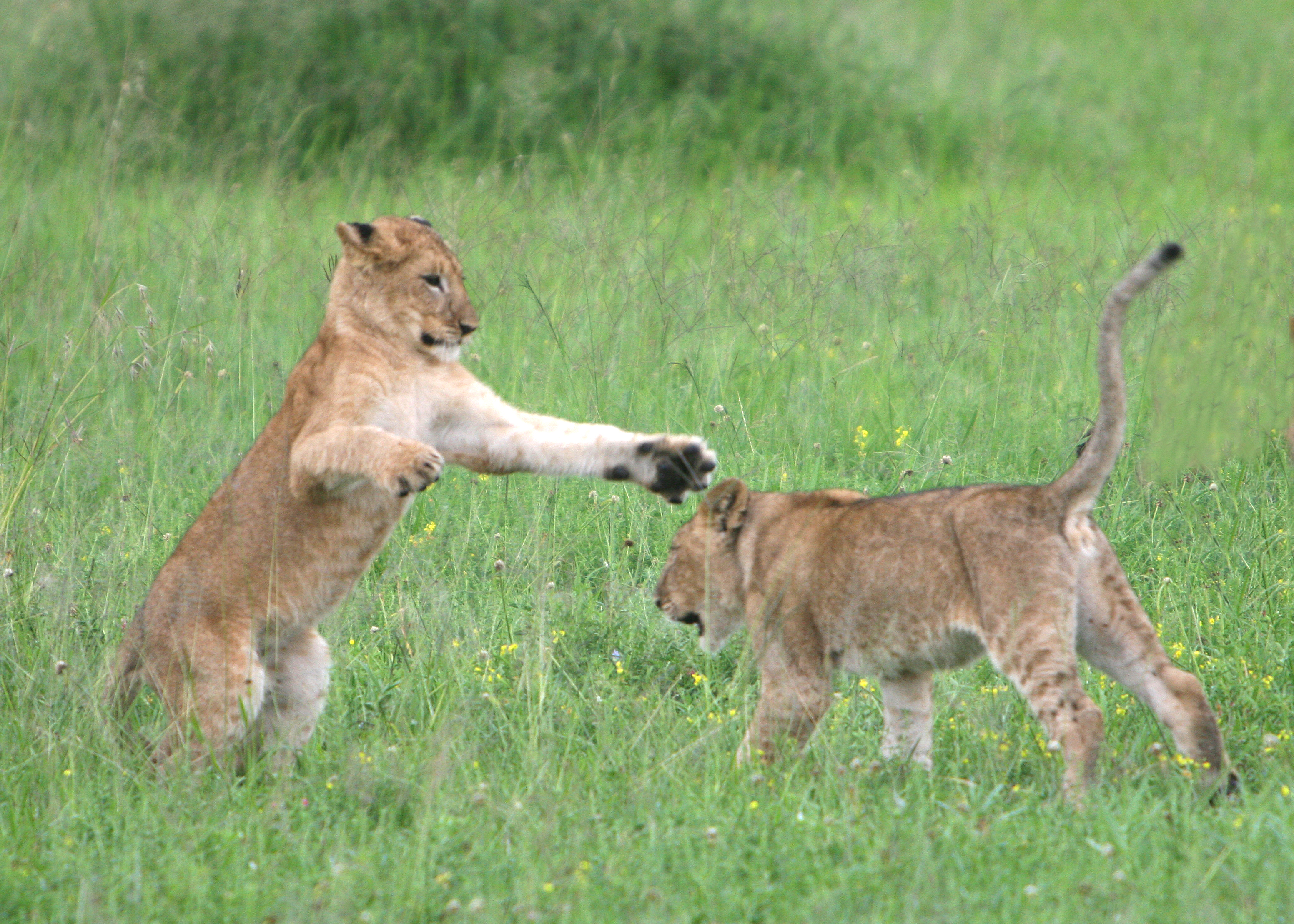
Cachorros de león jugando en el Serengueti.

La mayoría de leones viven actualmente al este y al sur de África y sus poblaciones se están reduciendo rápidamente, con un declive estimado del 30-50 % a lo largo de las dos últimas décadas. Actualmente, las estimaciones de la población total de leones africanos varían entre 16 500 y 47 000 ejemplares salvajes en 2002-2004, una cifra inferior a las estimaciones de principios de la década del 1990, (100 000 ejemplares) y muy inferior a las del 1950 (quizás 400 000). Las causas del declive no son del todo entendidas y podrían ser irreversibles. Actualmente, la pérdida de su hábitat y los conflictos con humanos se consideran las amenazas más graves para la especie. Las poblaciones restantes a menudo están aisladas geográficamente entre sí, cosa que puede provocar consanguinidad y, como consecuencia, una carencia de diversidad genética. Por lo tanto, el león es considerado una especie vulnerable por la Unión Internacional para la Conservación de la Naturaleza, mientras que la subespecie asiática está en peligro crítico. La población de leones de la región del África occidental está aislada de las poblaciones del África central, con poco o ningún intercambio de individuos reproductores. Dos estudios diferentes estimaron el número de ejemplares maduros en el África occidental en un total de 850-1160 (2002-2004). No hay consenso sobre el tamaño de la población individual más grande del África occidental: las estimaciones varían de 100 a 400 leones en el ecosistema de Arly-Singou de Burkina Faso.

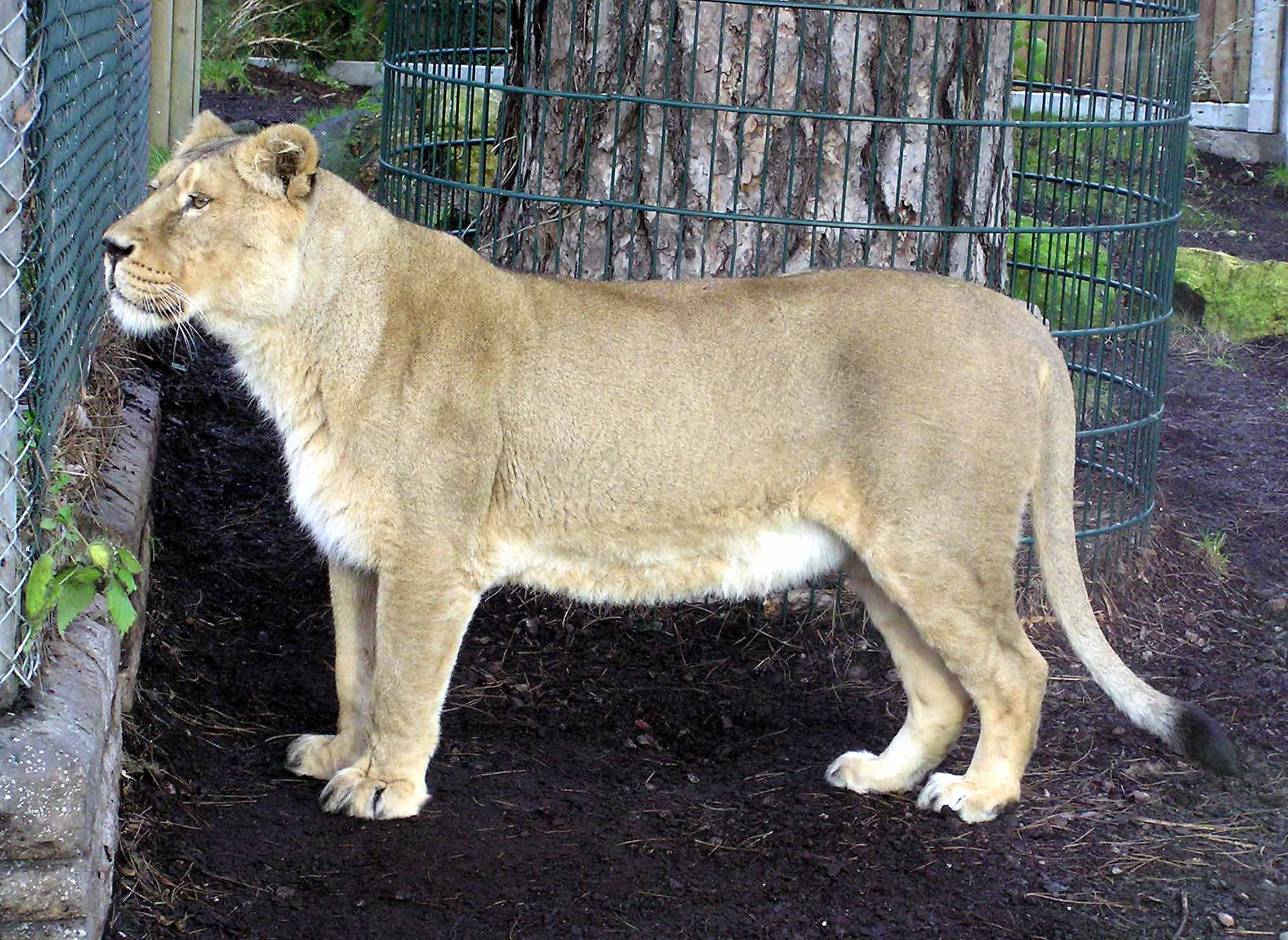
Una leona asiática llamada Moti, nacida en cautividad en el Zoo de Helsinki en octubre de 1994. Fue trasladada al Zoo de Brístol (Inglaterra) en enero de 1996.

La conservación de los leones, tanto africanos como asiáticos, ha requerido la implementación y el mantenimiento de parques nacionales y de reservas de animales; entre los más conocidos están el parque nacional Etosha en Namibia, el parque nacional Serengueti en Tanzania y el parque nacional Kruger en el este de Sudáfrica. En otras zonas los problemas causados por la interacción de los leones con el ganado y los humanos suele acabar con la eliminación de los primeros. En la India el último refugio del león asiático son los 1412 km² del parque nacional Bosque de Gir, al oeste de la India, que en agosto de 2017 tenía unos 650 leones. En África el hábitat de los félidos se encuentra cerca de muchas poblaciones humanas, con los problemas consecuentes entre los leones, el ganado y los propios pobladores. El Proyecto de Reintroducción del León Asiático planea establecer una segunda población independiente de leones asiáticos en el Santuario de la Fauna de Kuno, en el estado indio de Madhya Pradesh. Es importante establecer una segunda población que sirva de acervo genético para los últimos leones asiáticos supervivientes y para ayudar a desarrollar y mantener la diversidad genética necesaria para la supervivencia de la especie.
La antigua popularidad del león del Atlas como animal de zoológico se traduce en que algunos leones en cautiverio probablemente desciendan de leones de esta subespecie. Esto incluye a doce leones del zoológico de Port Lympne, en Kent (Inglaterra), que descienden de leones propiedad del rey de Marruecos. Once ejemplares más, considerados leones del Atlas, fueron encontrados en el zoo de Adís Abeba (Etiopía), descendentes de animales propiedad del Emperador Haile Selassie. WildLink International, en colaboración con la universidad de Oxford, lanzó su ambicioso International Barbary Lion Project con el objetivo de identificar y criar leones del Atlas en cautiverio para finalmente reintroducirlos en un parque nacional de la cordillera del Atlas en Marruecos. Un análisis genético de 2012 ha dado como resultado una combinación genética distinta de algunos animales de este zoo, tanto de genes nucleares como mitocondriales.
Tras el descubrimiento del declive de las poblaciones de leones en África, se han organizado varios esfuerzos coordinados de conservación de los leones en un intento de frenar este declive. Los leones son una de las especies incluidas en el Species Survival Plan, un intento coordinado por parte de la Asociación de Zoos y Acuarios estadounidense de incrementar sus probabilidades de supervivencia. El plan fue implementado originalmente en 1982 para el león asiático, pero se suspendió cuando se descubrió que la mayoría de leones asiáticos de los zoos norteamericanos no eran genéticamente puros, ya que contenían genes de leones africanos. El plan para los leones africanos empezó en 1993, concentrándose especialmente en la subespecie sudafricana, aunque hay dificultades a la hora de valorar la diversidad genética de los leones en cautiverio, ya que la mayoría de ejemplares son de origen desconocido, haciendo que sea problemático mantener la diversidad genética.

### Antropofagia
Aunque los leones no suelen cazar humanos, algunos, habitualmente machos, parecen buscarlos como presas; casos bien conocidos como el de los devoradores de hombres de Tsavo, cuando 28 trabajadores del ferrocarril que construían el ferrocarril Kenia-Uganda fueron matados por leones durante un periodo de nueve meses, mientras construían un puente sobre el río Tsavo en Kenia en 1898; o el devorador de hombres de Mfuwe, que en 1991 mató a seis personas en el valle del río Luangwa en Zambia. En ambos casos, los cazadores que mataron a los leones escribieron libros relatando el comportamiento depredador de los animales. Los incidentes de Mfuwe y Tsavo guardan similitudes; los leones eran más grandes de lo normal, carecían de melena y parecían sufrir caries. La teoría de la enfermedad, incluyendo la caries, no es aceptada por todos los investigadores; un análisis de los dientes y las mandíbulas de los leones antropófagos conservados en colecciones de museos sugiere que, mientras que los problemas dentales pueden explicar algunos incidentes, la reducción de las presas en áreas dominadas por los humanos es una causa más verosímil para explicar la depredación de humanos por parte de los leones. En su análisis del caso de Tsavo y de los leones antropófagos en general, Kerbis Peterhans y Gnoske reconocen que los leones enfermos o heridos pueden ser más propensos a atacar humanos, pero que el comportamiento no es «ni inusual ni necesariamente aberrante» cuando tienen la oportunidad. Si existen alicientes, como por ejemplo acceso a ganado o a cadáveres humanos, los leones se alimentarán regularmente de seres humanos. Los autores remarcan que la relación está bien determinada entre otros miembros del género Panthera y primates en el registro paleontológico.
La propensión del león a comerse humanos se ha estudiado sistemáticamente. Científicos estadounidenses y tanzanos informan que el comportamiento antropófago en las áreas rurales de Tanzania se incrementó notablemente entre 1990 y 2005. Durante dicho periodo, al menos 563 lugareños fueron atacados, siendo muchos de ellos devorados —un número que superaba ampliamente el de los célebres incidentes de Tsavo del siglo anterior—. Los incidentes se produjeron cerca de la Reserva de caza Selous, en el distrito de Rufiji y en la Región de Lindi, cerca de la frontera con Mozambique. Mientras que la expansión de los lugareños en zonas de arbustos representa una preocupación, los autores argumentan que la política de conservación debe mitigar el peligro, ya que, en este caso, la conservación contribuye directamente a las muertes humanas. Se han documentado casos en Lindi en los que los leones han llegado a atrapar personas en el centro de pueblos de cierta entidad.
En su obra The Man-eaters of Eden, Robert R. Frump escribió que los refugiados mozambiqueños que cruzan el parque nacional Kruger por la noche, son atacados y devorados por los leones; los agentes del parque han admitido que la antropofagia es un problema. Frump cree que miles de personas podrían haber muerto en el periodo en que el apartheid cerró el parque y obligó a los refugiados a atravesarlo por la noche. Durante casi un siglo, antes de que la frontera fuera cerrada, los mozambiqueños habían atravesado regularmente el parque durante el día sin demasiados problemas.
Packer estima que más de 200 tanzanos mueren cada año por ataques de leones, cocodrilos, elefantes, hipopótamos y serpientes y que estas cifras podrían duplicarse. Se cree que los leones matan como mínimo a 70. Packer e Ikanda son algunos de los pocos conservacionistas que creen que los esfuerzos de conservación occidentales deben tener en cuenta estos problemas, no solo por la preocupación ética por la vida humana, sino también por el éxito a largo plazo de los esfuerzos de conservación y de preservación de los leones.
En abril de 2004, al sur de Tanzania, unos guardianes de animales mataron a un león antropófago. Se cree que había matado y devorado por lo menos a 35 personas en una serie de incidentes en varios poblados de la región costera del delta del Rufiji. El doctor Rolf D. Baldus, coordinador del programa de fauna de GTZ, comentó que es probable que el animal atacara humanos porque tenía un gran absceso bajo un diente molar que estaba roto por varios lugares. Añadió: «este león probablemente sentía mucho dolor, especialmente a la hora de masticar». GTZ es la agencia de cooperación al desarrollo alemana y lleva trabajando con el gobierno tanzano en la conservación de la fauna desde hace casi dos décadas. Como en otros casos, se trataba de un león grande, sin melena, que tenía un problema dental.
Generalmente, no se considera que el récord africano de leones antropófagos se diera en Tsavo, sino en los incidentes menos conocidos de entre finales de los años 1930 y finales de los 1940, en Tanganica (actual Tanzania). George Rushby, guardián de animales y cazador profesional, acabó eliminando a una manada que se cree que a lo largo de tres generaciones mató y devoró a 1500-2000 personas en el actual distrito de Njombe.

### Cautividad

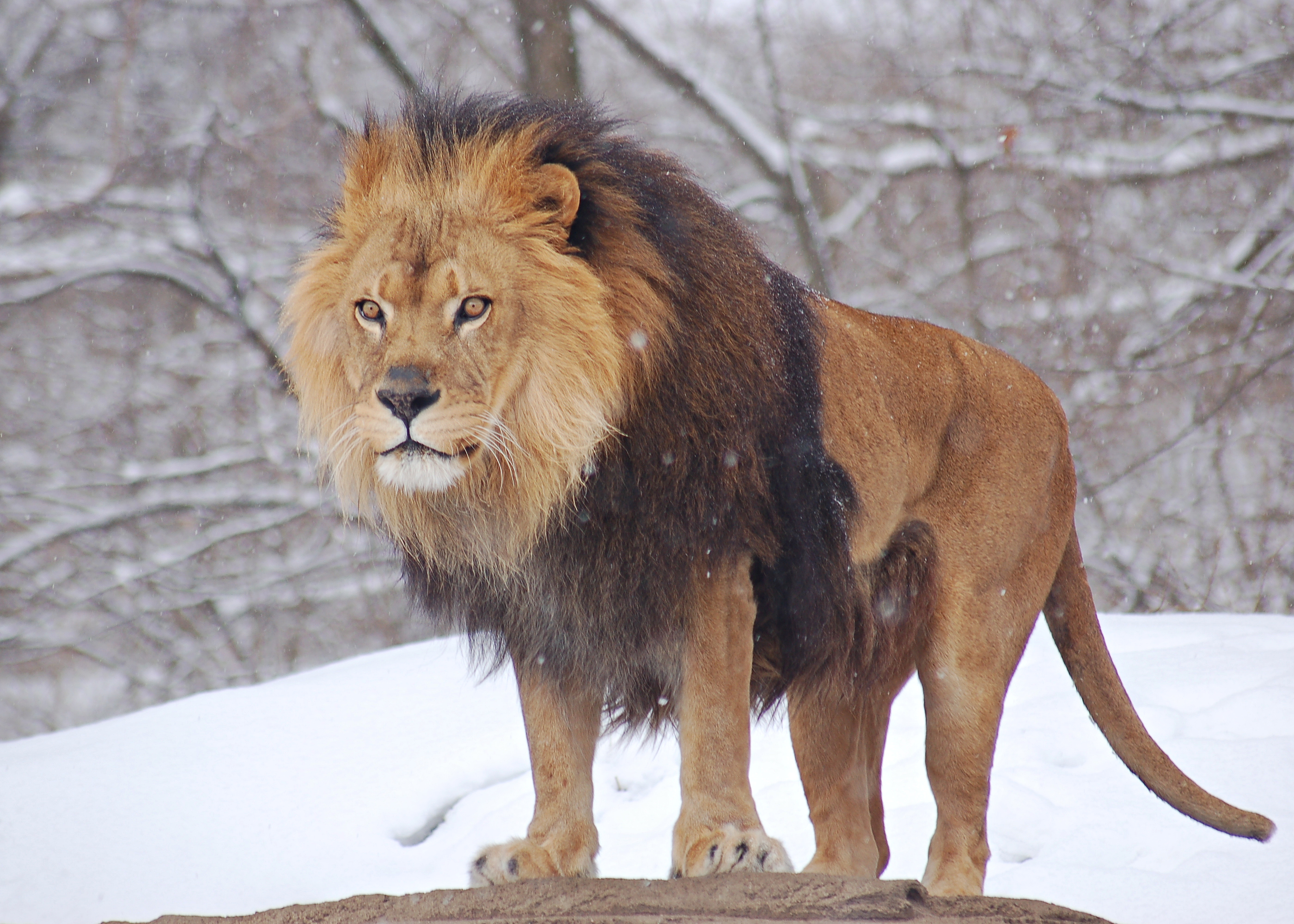
Atípica imagen de un león sobre nieve en el zoo de Pittsburgh, Pensilvania, Estados Unidos.

Ampliamente repartidos en cautividad, los leones forman parte de un grupo de animales exóticos que constituyen el núcleo de las exposiciones de los zoos desde finales del siglo XVIII; los miembros de este grupo son siempre vertebrados grandes e incluyen elefantes, rinocerontes, hipopótamos, grandes primates y otros grandes félidos; los zoos intentaban reunir tantas especies de este grupo cómo fuera posible. Aunque muchos zoos actuales son más selectivos con sus exposiciones, hay más de mil leones africanos y cien leones asiáticos en zoos y parques de animales de todo el mundo. Son considerados una especie embajadora y son mantenidos con fines turísticos, educativos y de conservación. Los leones pueden superar la edad de 20 años en cautiverio; Apollo, un león del Zoo de Honolulú (Hawái), murió en agosto del 2007 a la edad de 22 años. Sus dos hermanas, nacidas en 1986, todavía viven. Los programas de cría de leones de los zoos suelen tener en cuenta la separación de las diversas subespecies e intentan mitigar la consanguinidad que puede producirse cuando los animales son separados por subespecies.
Los reyes asirios ya mantenían y criaban leones en el 850 a. C., y se dice que Alejandro Magno fue obsequiado con leones domesticados por los mahli del norte de la India. Posteriormente, en tiempos romanos, los emperadores criaban leones para que participaran en combates contra gladiadores. Notables romanos, incluyendo a Sila, Pompeyo y Julio César, a menudo ordenaban la matanza en masa de centenares de leones de una vez. En Oriente los príncipes indios domesticaban leones y Marco Polo informó de que Kublai Kan tenía leones dentro de su palacio. Los primeros «zoos» europeos se extendieron entre las familias nobles y reales en el siglo XIII y hasta el siglo XVII eran denominados serrallos; a partir de entonces, se los empezó a denominar ménageries (en francés: casa de fieras), una extensión de los cuartos de maravillas. Durante el Renacimiento, se extendieron de Francia e Italia al resto de Europa. En Inglaterra, pese a que la tradición de los serrallos estaba menos desarrollada, varios leones vivían en uno instalado en la Torre de Londres por Juan I en el siglo XIII, probablemente con animales provenientes de una colección anterior fundada en 1125 por Enrique I en su palacio de Woodstock, cerca de Oxford, donde supuestamente Guillermo de Malmesbury guardaba los leones.

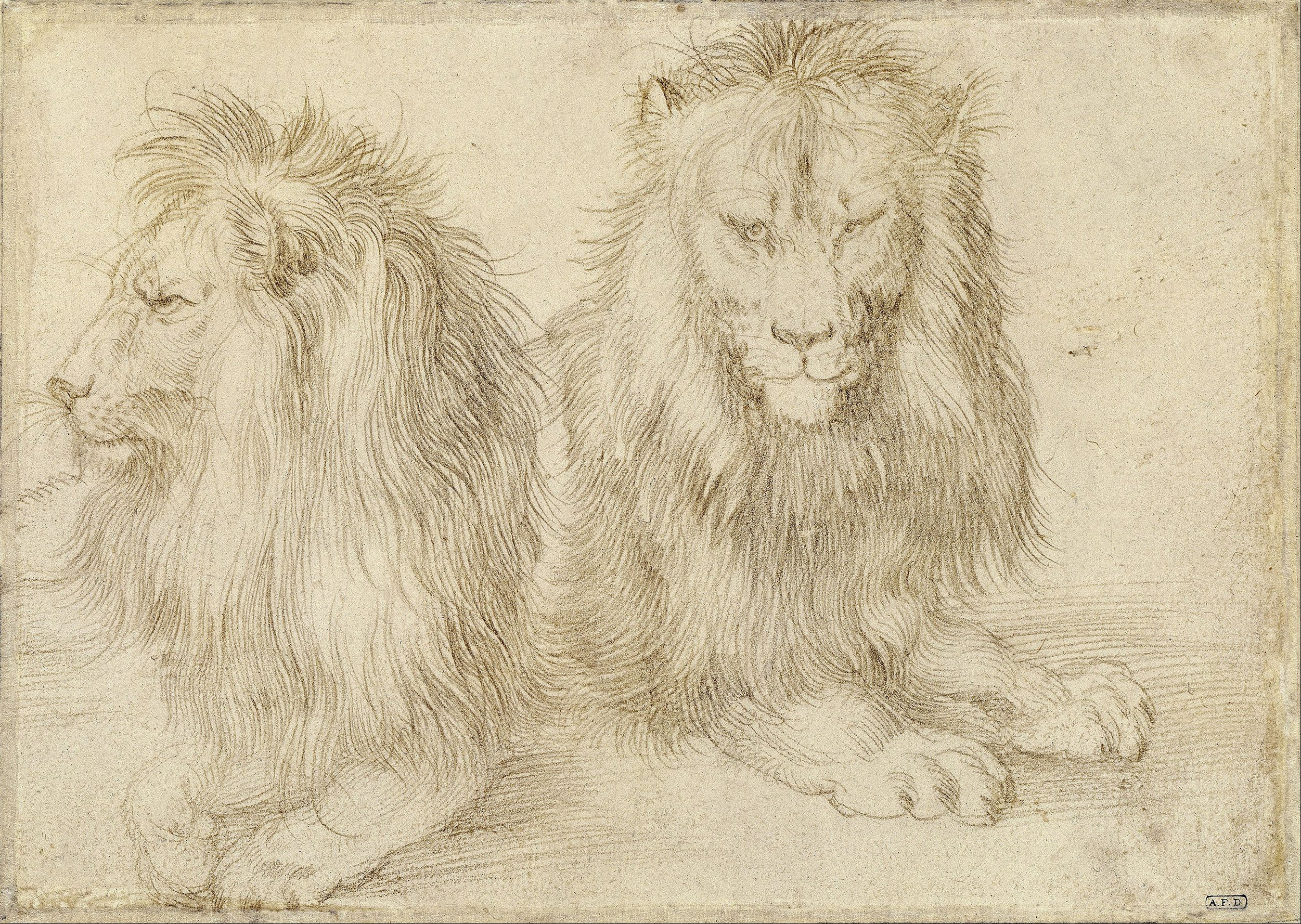
Esbozo de leones de Alberto Durero (hacia 1520).

Los serrallos eran una expresión del poder y la riqueza de la nobleza. Animales, tales como grandes félidos y elefantes, en particular, simbolizaban el poder y eran puestos en combate entre sí o contra animales domesticados. Por extensión, las ménageries y los serrallos eran una demostración del dominio del hombre sobre la naturaleza. Consecuentemente, la derrota de estos «señores» naturales ante una vaca en 1862 asombró a los espectadores y la huida de un elefante a la hora de enfrentarse a un rinoceronte suscitó burlas. Estos tipos de combates fueron desapareciendo progresivamente en el siglo XVII, con la expansión de las ménageries y su apropiación por parte de los plebeyos. La tradición de tener grandes félidos como animales de compañía pervivió hasta el siglo XIX, cuando pasó a ser algo considerado muy excéntrico.
La presencia de leones en la Torre de Londres fue intermitente, habiendo animales cuando un monarca o su consorte, como por ejemplo Margarita de Anjou, la esposa de Enrique VI, o bien pedían o recibían estos animales. Está documentado que los animales eran mantenidos en malas condiciones hasta el siglo XVII, en contraste con las condiciones más favorables de Florencia en la misma época. En el siglo XVIII se abrió la colección al público; el precio de entrada era de, o bien tres medios peniques o bien el ofrecimiento de un gato o un perro para alimentar a los leones. Una colección rival situada en Exeter Exchange también exhibió leones hasta principios del siglo XIX. La colección de la Torre fue clausurada por Guillermo IV y los animales fueron transferidos al Zoológico de Londres, que abrió sus puertas al público el 27 de abril de 1828.
El comercio de animales salvajes prosperó junto con la mejora del comercio colonial del siglo XIX. Los leones eran considerados bastante comunes y baratos. Aunque eran más caros que los tigres, eran más baratos que animales más grandes o más difíciles de transportar, como las jirafas, los hipopótamos o los osos panda. Al igual que otros animales, los leones eran considerados poco más que una materia prima natural e ilimitada que era explotada sin piedad, con terribles pérdidas durante la captura y el transporte de las fieras. La ampliamente difundida imagen del cazador heroico persiguiendo leones dominaría una gran parte del siglo. Los exploradores y cazadores se aprovecharon de una popular división maniquea de los animales en «buenos» y «malos» para añadir un toque de pasión a sus aventuras, presentándose a sí mismos como figuras heroicas. Esto hizo que los grandes félidos, siempre sospechosos de ser antropófagos, pasaran a representar «a la vez el miedo a la naturaleza y la satisfacción de haberla superado».
Los leones fueron mantenidos hacinados y en condiciones sórdidas en el Zoo de Londres hasta que se les construyó un nuevo hogar con jaulas más espaciosas en la década del 1970. Se produjeron otros cambios a principios del siglo XX, cuando Carl Hagenbeck diseñó recintos que se asemejaban más al hábitat natural, con «rocas» de hormigón, más espacios abiertos y un foso en lugar de barrotes. A principios del siglo XX, diseñó recintos de leones tanto para el Zoo de Melbourne como para el de Taronga en Sídney, entre otros. Aunque estos diseños eran populares, los antiguos recintos de jaula y barrotes prevalecieron hasta la década de 1960 en muchos zoos. En las últimas décadas del siglo XX, recintos más naturales y grandes, que usan mallas metálicas o vidrios laminados en lugar de fosos rebajados, permite a los visitantes acercarse más que nunca a los animales y algunos zoos incluso situaron las madrigueras en un punto más elevado que los visitantes, como por ejemplo el Zoo de Barcelona y el de Oklahoma City. Actualmente, los leones viven en áreas naturalizadas mucho más grandes; las pautas modernas recomendadas son más próximas a las condiciones naturales, con una mayor atención a las necesidades de los leones, subrayando la necesidad de madrigueras en zonas separadas, posiciones elevadas tanto al sol como la sombra donde puedan reposar, una cubierta adecuada del suelo, un buen drenaje y el suficiente espacio para pasearse.
También ha habido casos en que un individuo privado ha mantenido a un león, como por ejemplo la leona Elsa, que fue criada por George Adamson y su esposa Joy, desarrollando un estrecho vínculo con ellos, especialmente con la mujer. Posteriormente, la leona alcanzó la celebridad y su vida fue documentada en una serie de libros y películas.

### Lucha y doma

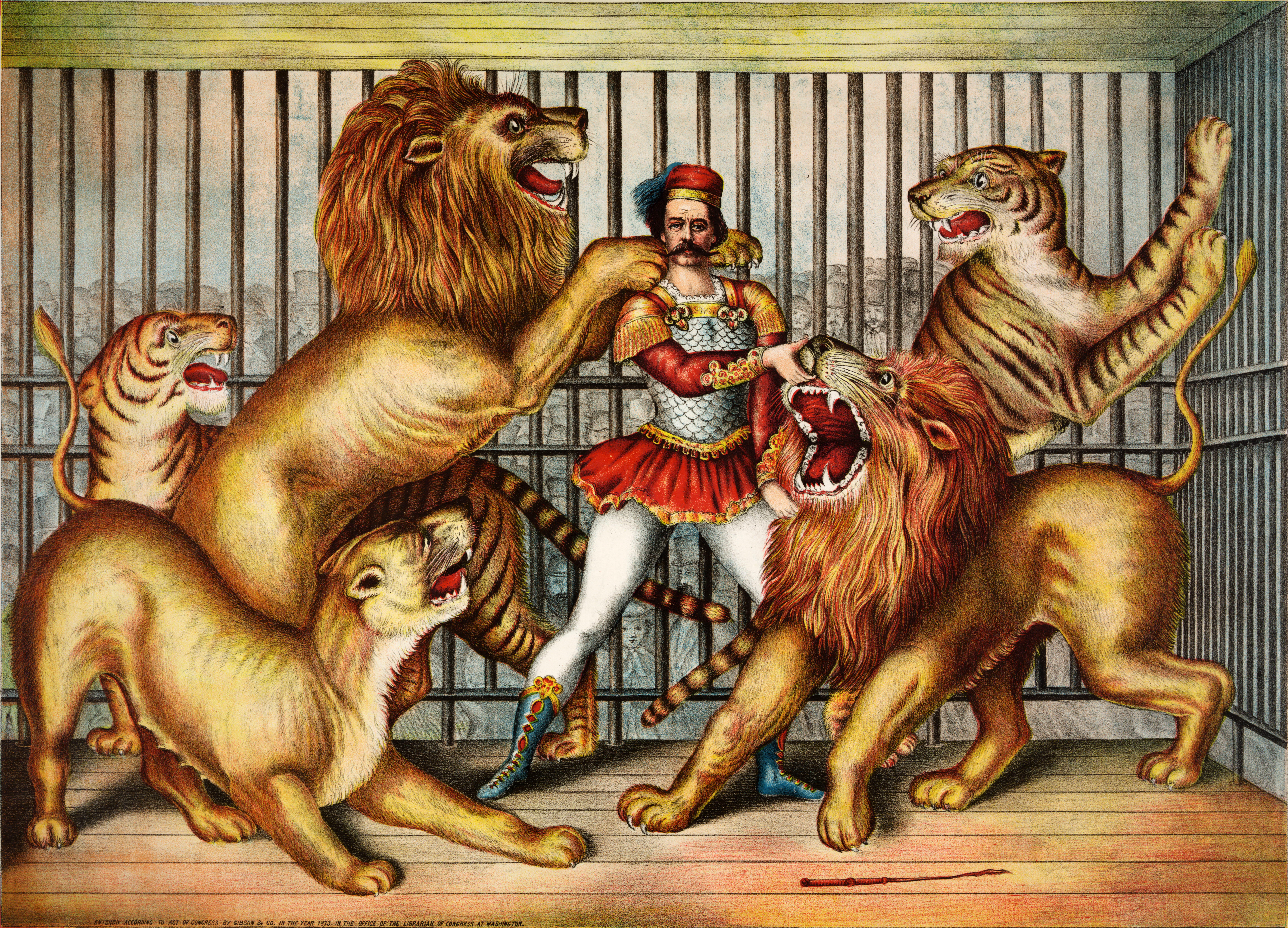
Aguafuerte del de un domador de leones en una jaula.

Los leones se han utilizado en deportes sangrientos haciéndolos combatir contra otros animales, generalmente perros. Esta costumbre perduró desde tiempos antiguos hasta el siglo XVII. Fue finalmente prohibido en Viena en 1800 y en Inglaterra en 1825.
La doma de leones es la práctica de domar leones por entretenimiento, o bien como parte de un circo establecido o como actuación individual, como por ejemplo Siegfried & Roy. El término también es utilizado con frecuencia para referirse a la doma y la exhibición de otros grandes félidos como tigres, leopardos y pumas. Los pioneros de esta práctica en la primera mitad del siglo XIX fueron el francés Henri Martin y el estadounidense Isaac Van Amburgh, quienes hicieron grandes giras y cuyas técnicas fueron copiadas por una serie de seguidores. Van Amburgh actuó ante la reina Victoria del Reino Unido en 1838 cuando estaba de gira en Gran Bretaña. Martin compuso una pantomima titulada Les Lions de Mysore (‘Los leones de Mysore’), una idea que Van Amburgh pronto copió. Estas actuaciones eclipsaban los actos de equitación como exhibición central de los circos, pero cuando de verdad se convirtieron en un fenómeno de masas fue a principios del siglo XX con el cine. Demostrando la superioridad del hombre sobre el animal, la doma de leones hacía una función similar a los combates de animales de siglos anteriores. La silla de domador de leones, actualmente icónica, fue utilizada por primera vez posiblemente por el estadounidense Clyde Beatty (1903-1965).

## En la cultura

El Capitel de los Leones de Aśoka, realizado hacia el 250 a. C. para ocupar la parte superior de un pilar de Aśoka en Sarnath. Actualmente, es el escudo de la India.

El león ha sido un ícono para la humanidad desde hace milenios, apareciendo en culturas de Europa, Asia y África. Pese a los ataques contra humanos, los leones han disfrutado de una visión positiva en la cultura, como animales fuertes, pero nobles. Una imagen común es su representación como «rey de la jungla» («rey de la selva») o «rey de los animales»; por lo tanto, el león es un símbolo popular de la realeza y la dignidad, así como un símbolo de valentía y  coraje; aparece en varias de las fábulas del siglo VI a. C. de Esopo.

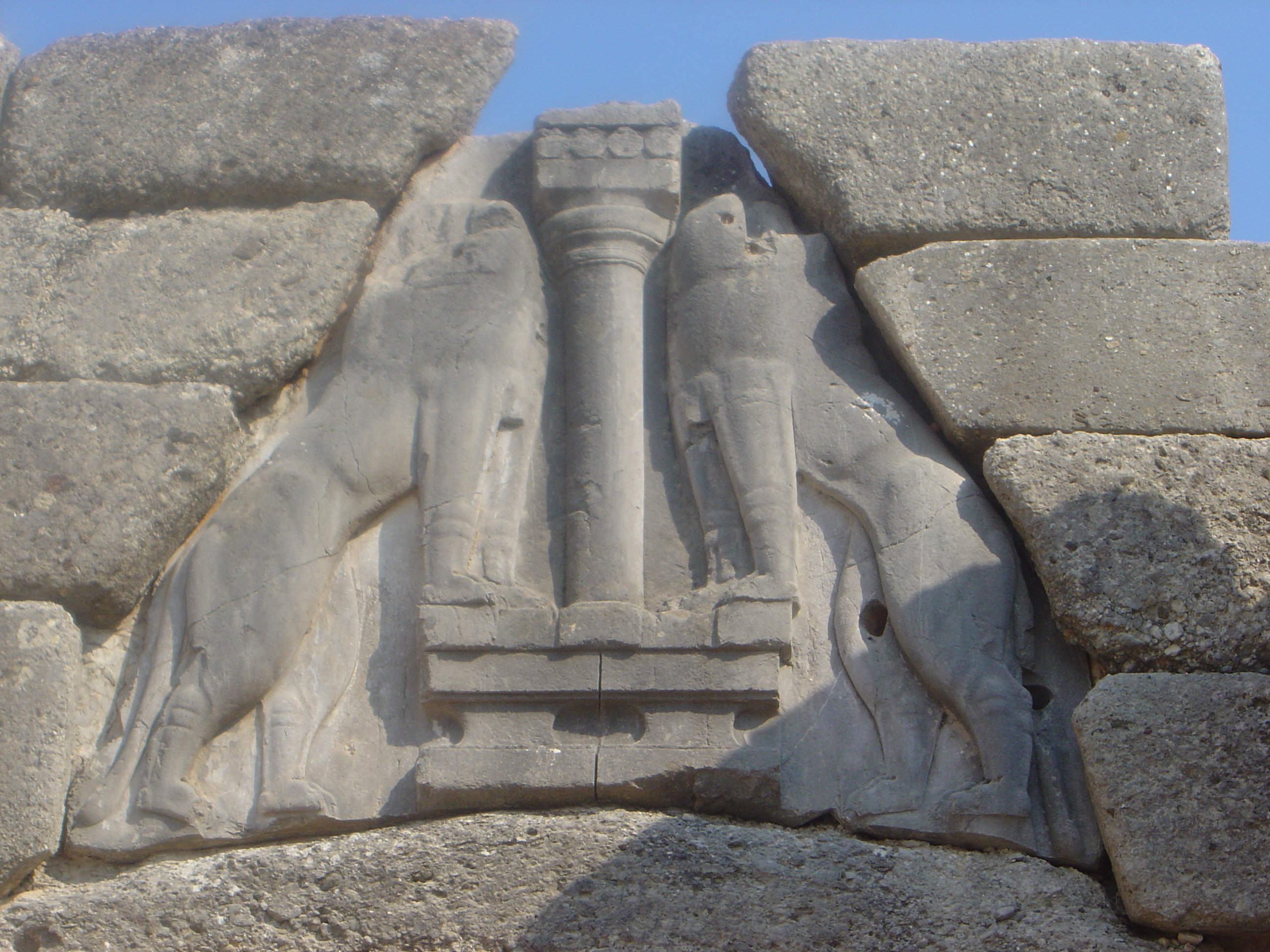
La Puerta de los Leones de Micenas (1300 a. C.). Dos leonas flanquean la columna central que representa una diosa.

Las representaciones más antiguas de leones se remontan a hace 32 000 años; las tallas de marfil con cabeza de león de la cueva de Vogelherd, en la Jura de Suabia, al suroeste de Alemania, datan de esa fecha y pertenecen a la cultura Auriñaciense. Dos leones fueron representados apareándose en las pinturas rupestres paleolíticas de la Cámara de los Félidos de la Cueva de Lascaux (suroeste francés). También hay representaciones de leones en la Cueva de Chauvet (sureste francés), descubierta en 1994, y cuyas pinturas también alcanzan los 32 000 años de antigüedad, aunque podrían ser contemporáneas o más recientes en el tiempo que las de Lascaux.

Escudo de Jerusalén: un león rampante delante del Muro de las Lamentaciones flanqueado por unas ramas de olivo.

En el Antiguo Egipto se veneraba a las leonas (cazadoras feroces) como deidades bélicas y entre ellas, en el panteón egipcio se encuentran Bastet, Mafdet, Menhit, Pajet, Sejmet, Tefnut y la Esfinge. En el panteón egipcio también hay hijos de estas diosas, tales como Maahes y, el considerado por los egipcios como una deidad nubia, Dedun.
Un examen cuidadoso de las deidades-león destacadas en muchas culturas antiguas revela que muchas de ellas también eran leonas. La admiración por las estrategias de caza cooperativas de las leonas era evidente en tiempos muy antiguos. La mayoría de «puertas de los leones» representan leonas. El león de Nemea era simbólico en la Antigua Grecia y la Antigua Roma, representado como la constelación y el signo del zodiaco Leo, y descrito en la mitología, donde su piel era portada por el héroe Heracles.
El león es el emblema bíblico de la tribu de Judá y del posterior Reino de Judá. Es citado a la bendición de Jacob a su cuarto hijo, en el penúltimo capítulo del Libro del Génesis: «Judá es un cachorro de león. ¡Has vuelto de la matanza, hijo mío! Se recuesta, se tiende como un león, como una leona: ¿quién lo hará levantar?» (Génesis 49:9). En el estado moderno de Israel, el león continúa siendo el símbolo de la capital, Jerusalén, apareciendo tanto en la bandera como en el escudo de la ciudad.
El evangelista Marcos es representado a menudo con un león. En ocasiones, el león también simboliza a Jesús.
El león fue un símbolo prominente en los periodos Paleobabilonio y Neobabilonio. El motivo clásico del león de Babilonia, que puede ser una estatua, una talla o pintada sobre paredes, se denomina con frecuencia el «león andando de Babilonia». Se dice que fue en Babilonia donde el profeta Daniel fue salvado de un foso de leones. Este simbolismo fue aprovechado por el régimen de Saddam Hussein en Irak para su tanque T-72 León de Babilonia, con tecnología adaptada de un modelo ruso.
En los textos puránicos del hinduismo, Narasinja (‘hombre-león’), una encarnación medio león, medio humana de Vishnú es venerada por sus devotos, salvando al niño Prahlāda de su padre, el malvado rey demonio Jirania Kashipú; Vishnú tomó la forma de un medio-humano medio-león, como Narasinja, con un torso y la parte baja del cuerpo de hombre, pero con cabeza de león y garras. Narasinja es venerado como el «Dios León».
Singh es un antiguo nombre indio védico que significa «león» y se remonta a hace más de 2000 años en la Antigua India. Originalmente solo lo usaban los rajputs, un chatria o casta militar india. Tras el nacimiento de la hermandad de Khalsa en 1699, los sikhs también adoptaron el nombre «Singh» con motivo de los deseos del gurú Gobind Singh. Junto con millones de rajputs hindúes, hoy en día el nombre es utilizado por más de veinte millones de sikhs de todas partes del mundo.
Los leones aparecen en numerosas banderas y escudos de multitud de lugares de Europa y Asia, pero también en América, como en el escudo de la ciudad de Caracas (Venezuela). Igualmente, por influencia del Imperio español, la ciudad y el medieval Reino de León dieron su nombre a algunas ciudades y provincias en México (León y Nuevo León) y Nicaragua.

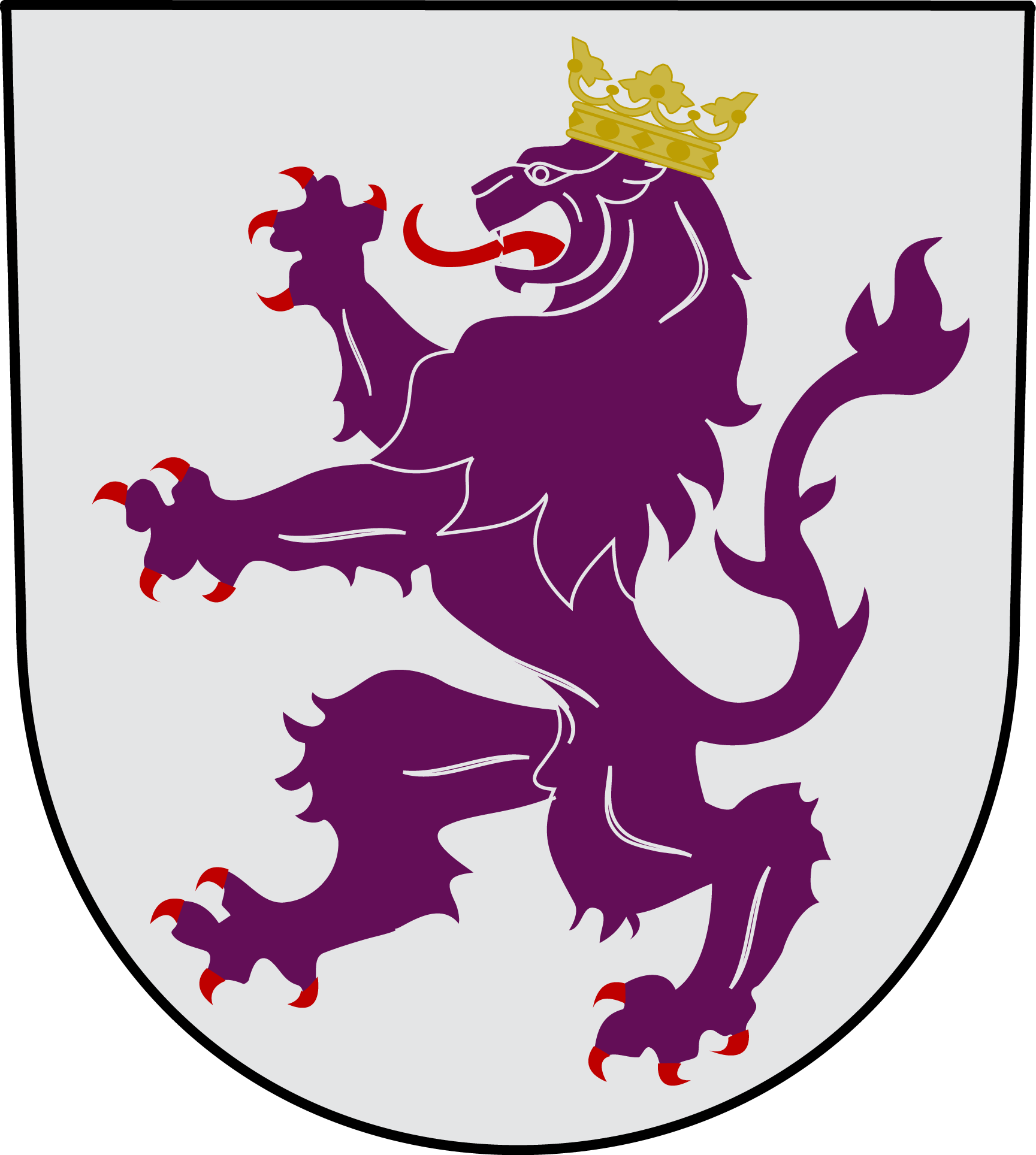
Escudo de armas del Reino de León, España.

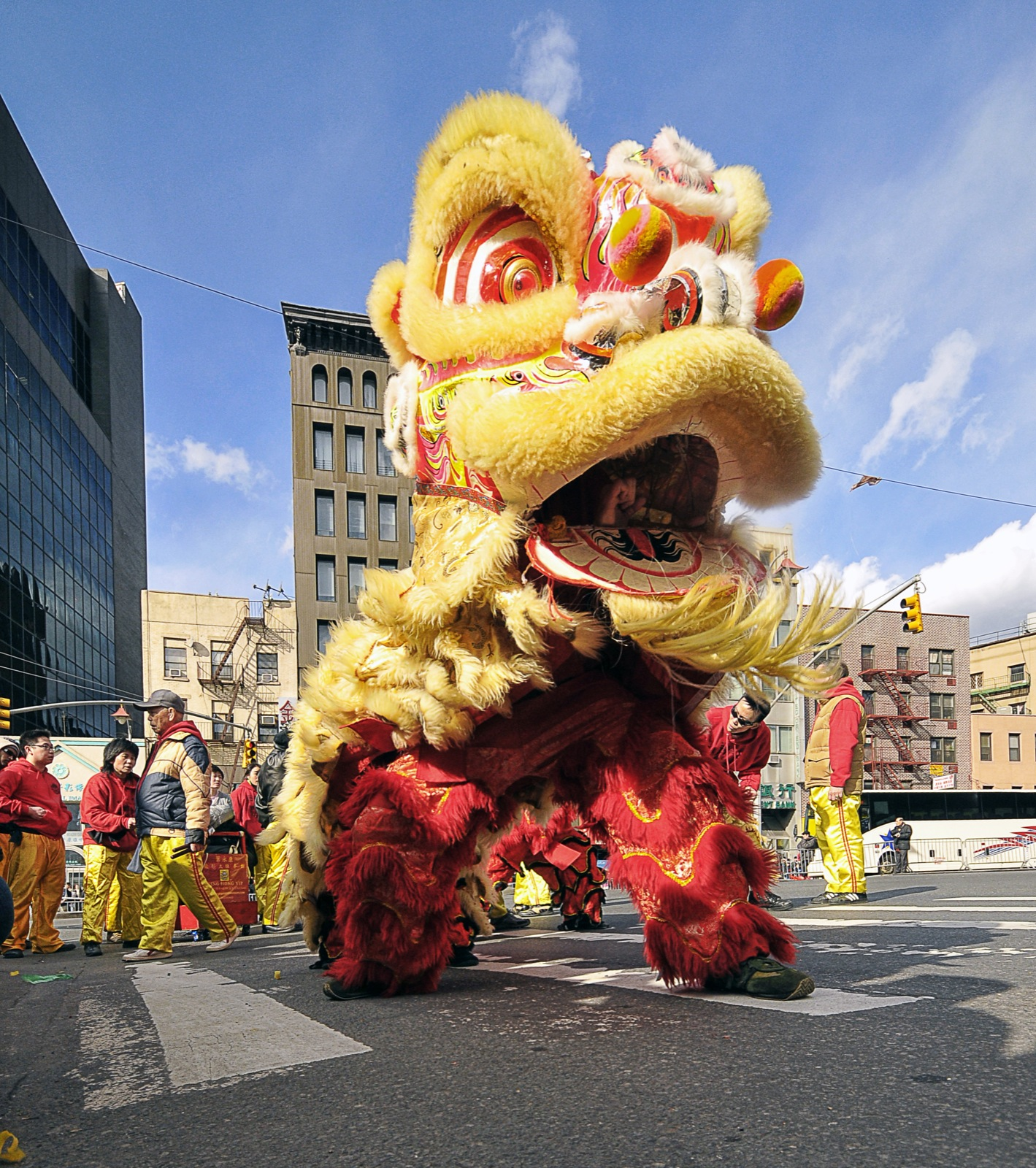
Bailarines chinos realizando la danza del león.

Más al sur del subcontinente indio, el león asiático es simbólico para los cingaleses, la mayoría étnica de Sri Lanka; el término deriva del indoario sinhala, que significa la ‘gente del león’ o la ‘gente con sangre de león’, mientras que un león portador de una espada es la figura central de la bandera de Sri Lanka.
El león asiático es un motivo común en el arte chino. Fueron utilizados por primera vez en el arte a finales del periodo de Primaveras y Otoños (siglo VI o V a. C.) y llegaron a ser mucho más populares durante la dinastía Han (206 a. C.-220), cuando comenzaron a colocarse leones guardianes ante los palacios imperiales para que los protegieran. Como los leones nunca han sido un animal nativo de China, las primeras representaciones eran poco realistas; tras la introducción del arte budista en China durante la dinastía Tang (a partir del siglo VI), los leones eran habitualmente representados sin alas, su cuerpo pasó a aparecer más grueso y corto y su melena, rizada. La danza del león es una forma de danza tradicional de la cultura china en la que los bailarines disfrazados de leones imitan los movimientos de un león, a menudo con acompañamiento musical de platillos, tambores y gongs. Las danzas se hacen en el Año Nuevo Chino, en el Festival de la Luna y en otras ocasiones de celebración para que den buena suerte.
El nombre del país insular de Singapur (Singapura) deriva de las palabras malayas singa (‘león’) y pura (‘ciudad’), que a su vez provienen de las palabras tamil-sánscritas சிங்க singa, सिंह siṃha y पुर புர pura, que es un cognado del griego πόλις, pólis. Según los Anales Malayos, este nombre le fue dado en el siglo XIV por un príncipe malayo de Sumatra llamado Sang Nila Utama, quien al desembarcar en la isla tras una tormenta, observó una bestia auspiciosa en la costa que su ministro en jefe identificó como un león.
«Aslan» o «Arslan» (ارسلان arslān y اصلان aṣlān) es la palabra turca y mongola para decir ‘león’. Fue utilizado como título por una serie de gobernantes selyúcidas y osmanlíes, incluyendo a Alp Arslan o Ali Pasha, siendo un nombre túrquico o irano.
«León» fue el sobrenombre de varios gobernantes medievales con reputación de ser valientes, como por ejemplo Ricardo I de Inglaterra, conocido como Ricardo Corazón de León, Enrique el León (en alemán: Heinrich der Löwe), duque de Sajonia, y Roberto III de Flandes, llamado «El león de Flandes», todavía hoy uno de los grandes iconos nacionales flamencos. Los leones aparecen a menudo en escudos, o bien como parte del escudo en sí, o bien como tenantes (la leona es mucho más rara). El lenguaje formal de la heráldica utiliza términos provenientes del francés para describir las imágenes con precisión. Estas descripciones especifican si los leones u otras criaturas son rampantes o pasantes, es decir, si estaban a dos o a cuatro patas. El león es utilizado como símbolo de equipos deportivos, desde selecciones nacionales de fútbol como por ejemplo la inglesa, de baloncesto, como la española o clubes célebres como los Detroit Lions de la NFL, el Chelsea y el Aston Villa de la Premier League inglesa, así como el Athletic Club, conocidos como «los leones de San Mamés».
Los leones continúan apareciendo en la literatura moderna, desde el mesiánico Aslan de El león, la bruja y el armario y los libros posteriores de la serie de Las Crónicas de Narnia, escrita por C. S. Lewis, hasta el cómico león cobarde de El maravilloso Mago de Oz. La llegada de las películas presenció la continuación del simbolismo de los leones; uno de los leones más icónicos y reconocidos es el León mascota de los estudios Metro-Goldwyn-Mayer (MGM), utilizado desde los años 1920. La década de 1960 fue testigo de la aparición de la que probablemente sea la leona más célebre, la leona keniana Elsa en la película Born Free, basada en la historia real del best seller internacional homónimo. El papel del león como rey de los animales se ha utilizado también en los dibujos animados, desde el manga de la década de 1950 que dio origen a los primeros dibujos animados en color japoneses, Kimba, el león blanco y El rey Leonardo, ambos de la década de 1960, hasta la saga de películas de Disney El rey león, que incluía la popular canción «The Lion Sleeps Tonight» en la banda sonora. Otro león célebre de los dibujos animados es Leoncio el león y Tristón (la hiena) de Hanna-Barbera, creado en 1962. Un león aparece en los billetes de 50 rands de Sudáfrica.
Cabe destacar que el león también figura en los deportes, principalmente en el béisbol. Así se tienen equipos como Leones del Seibú (Japón), Leones de Ponce (Puerto Rico), Leones del Caracas (Venezuela), Leones de Montería (Colombia) y Leones del Escogido (República Dominicana).
El león es usado como símbolo de numerosas marcas comerciales, como la empresa automotriz Peugeot, la compañía de seguros Assicurazioni Generali, la cinematográfica Metro-Goldwyn-Mayer o el navegador web Brave.